# Histoire de l'enfance en Europe

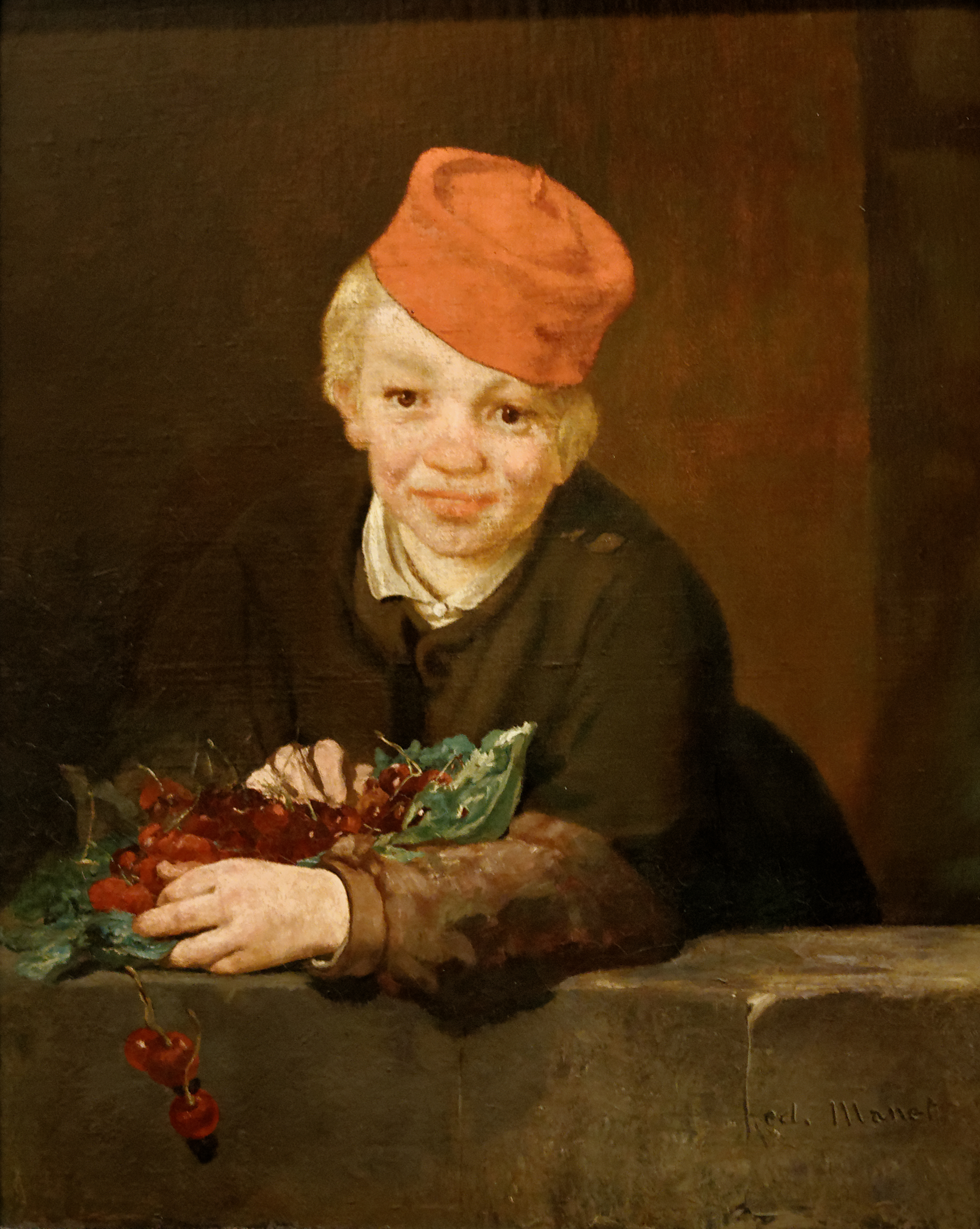
L'enfant est représenté et étudié selon un regard adulte, ici celui d'Édouard Manet qui représente un Gamin aux Cerises.

En Europe, l'histoire de l'enfance voit le jour dans le domaine de l'histoire sociale avec les travaux de l'historien français Philippe Ariès en 1960. Étudiant les écrits, peintures, gravures du passé, il brosse un portrait des représentations de l'enfant par les adultes, les traces directes des sentiments et pensées des enfants étant quasi inexistantes avant le XVIIe siècle. Ses travaux mettent en évidence que les idées et croyances sur l'enfance, ainsi que les manières de traiter les enfants et de les élever, ne sont pas constantes. Au contraire, elles ont fortement varié selon les époques. Certaines de ses thèses seront invalidées, mais d'autres historiens poursuivent ses travaux et mettent en évidence que les représentations de l'enfance et la place de l'enfant dans la famille et dans la société sont en effet influencées par de nombreux facteurs, dont les religions, les coutumes, les croyances, les positions idéologiques, les connaissances scientifiques sur les enfants, les progrès médicaux et technologiques, les modèles économiques et la place des enfants dans l'économie et le monde du travail, ou encore des événements historiques de grande ampleur comme les guerres.

## Méthodes

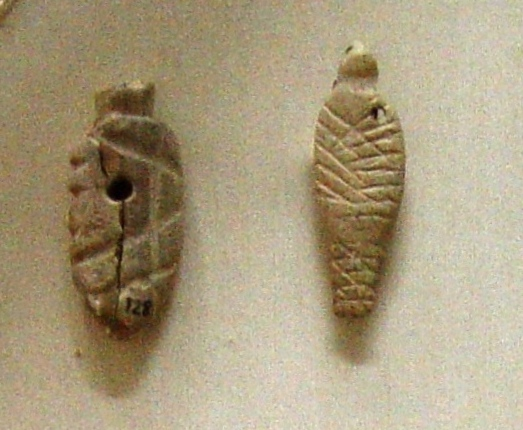
Artefacts représentant des bébés emmaillotés. Crète, vers 2600-2000 av. J.-C. (période minoenne, fin du Néolithique).

Il existe peu de traces de la façon dont on élevait les enfants et encore moins sur les sentiments et la qualité de vie des enfants avant le XVIIe siècle en Europe. La vie des enfants est racontée parfois dans le journal d'un parent (suffisamment riche et éduqué), ou illustrée sur des peintures ou statues. Mais ces représentations reflètent beaucoup les désirs et attentes du parent ou de l'artiste, plutôt que la vie de l'enfant proprement dite. Bien que ces représentations conservent toujours une même constante, elles se sont transformées d'une époque à l'autre. Ainsi, pour le philosophe Alain Renaut : « Ce n'est pas parce que le sentiment de l'enfance et l'amour parental ont sans doute toujours existé qu'on a toujours perçu les enfants de la même manière »,. Il est difficile de séparer les idées sur l'enfance de l'expérience, ou du vécu, de l'enfant et ce débat lancé par l'historien français Philippe Ariès en 1960 avec son livre L'enfant et la vie familiale sous l'Ancien Régime se poursuit encore, plusieurs décennies après. Certaines des interprétations faites par Ariès ont été contestées sur la base de nouvelles découvertes historiques. Cependant, le travail d'Ariès a permis de mettre en évidence un fait qui est resté incontesté chez les historiens de la famille qui l'ont suivi : les idées et concepts sur l'enfance ne sont pas des constantes, mais varient au fil de l'histoire.

## L'enfance dans l'Empire romain au temps du paganisme

### Absence d'importance

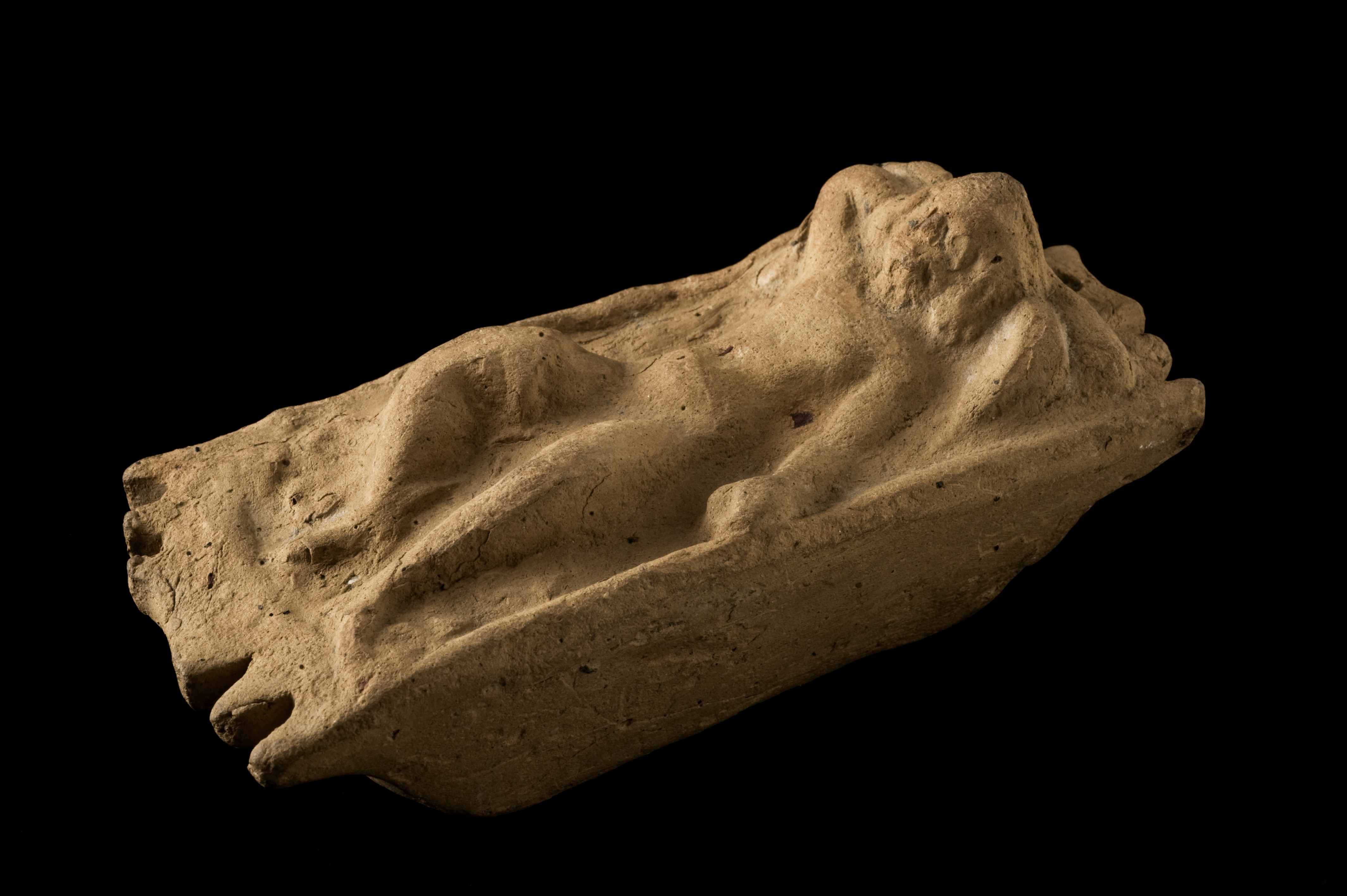
Ex voto représentant un enfant allongé dans un berceau (pour demander la guérison d'un enfant ou remercier les dieux d'une naissance). Pièce datée aux environs de 200 av. J.-C.

Dans l'empire romain, les enfants sont traités comme inférieurs aux adultes et n'ont aucun droit légal tant que leur père est vivant. À cette époque, l'enfant « in fans » (c'est-à-dire « non-parlant »), est considéré, de manière physique et morale et jusqu'à ce qu'il atteigne l'âge de sept ans, tel un individu « informe et sauvage ». Le passage des sept ans marque, au sein de la société romaine, un tournant déterminant, puisque l'enfant peut dès lors participer à la vie familiale. Le père (pater familias), jusqu'à sa mort, a légalement un droit de vie et de mort sur son enfant, que celui-ci soit un nouveau-né ou un adulte,. Au sein de la société romaine, cet état de fait témoigne de la prééminence législative du pouvoir paternel (patria potestas) sur ses enfants,. Les écrits classiques grecs et romains présentent l'enfant comme un adulte inaccompli, un être auquel il manque de nombreuses qualités. L'enfance n'est pas célébrée en tant que telle, mais comme un potentiel. Un enfant qui meurt est pleuré comme un être qui n'a pas eu la chance de s'accomplir et dont l'existence n'aura donc servi à rien.

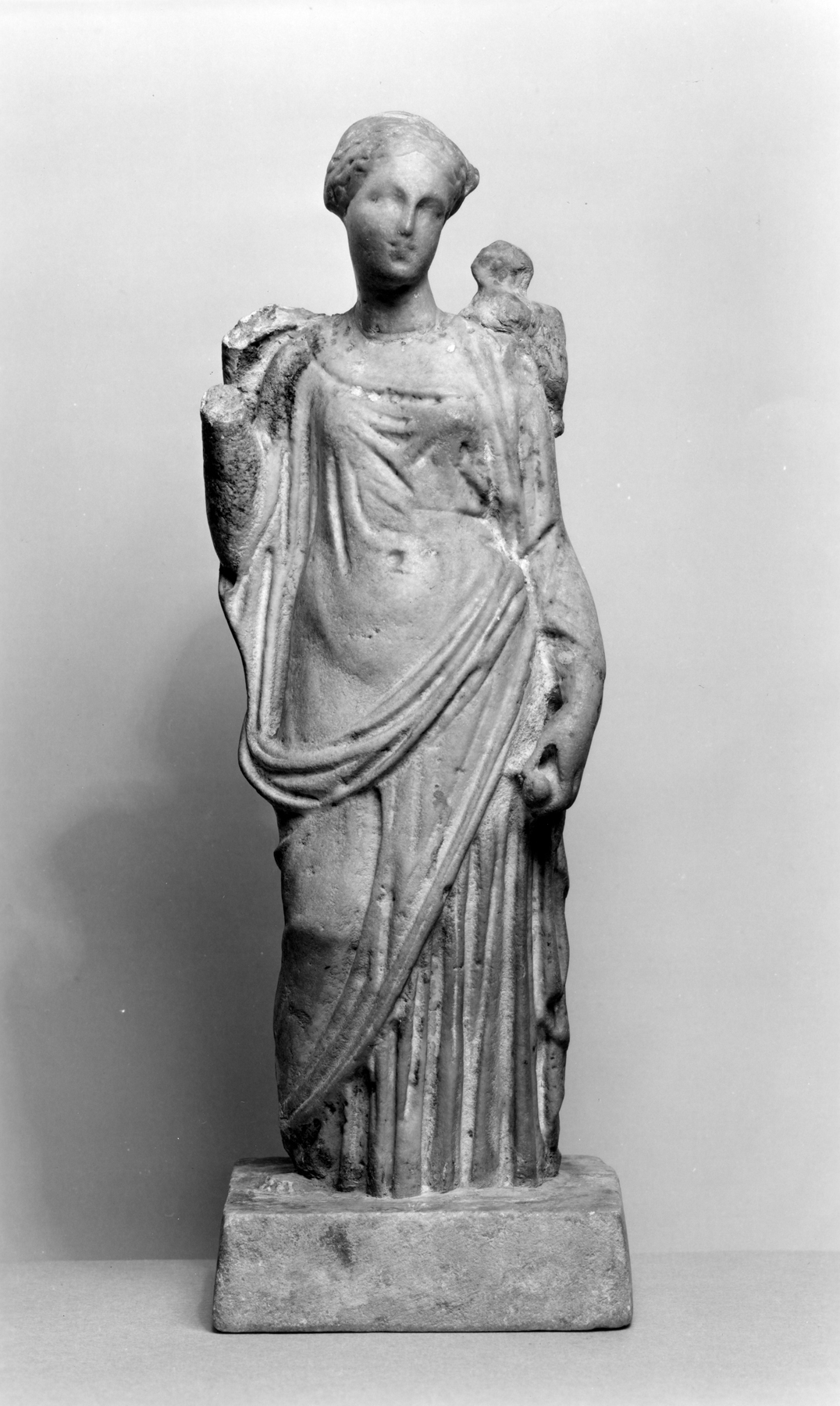
Vénus Genetrix et enfant, Ier siècle, origine probable : Syrie.

L'enfance ne semble pas être considérée comme une période importante : c'est plutôt la jeunesse, de la puberté à vingt-et-un ans, qui est vue comme la période durant laquelle l'enfant devient un bon citoyen. Les enfants peuvent, par exemple, exercer certains rituels religieux, mais il semblerait que ce soit justement en raison de leur non importance dans le monde adulte, qui les rapprochait ainsi du monde divin.

### Amour parental
Les enfants romains sont-ils aimés de leurs parents ? De nombreux historiens modernes, s'appuyant sur les écrits ou les gravures trouvées sur les sarcophages romains, notent que les parents semblaient montrer beaucoup d'affection à leurs enfants et souffraient beaucoup de la mort d'un enfant, jeune ou plus âgé. Bien que les pères aient une grande autorité et droit de vie ou de mort sur leurs enfants, les mauvais traitements sont l'exception plutôt que la règle et il est recommandé de discipliner l'enfant avec modération (au contraire des esclaves qui sont fouettés). En revanche, la discipline corporelle est courante et brutale dans les écoles (disciplina, signifie en latin à la fois éduquer et punir).

### Exposition et infanticide des nouveau-nés
Beaucoup d'enfants ne sont pas élevés par leurs parents : les taux d'infanticide et d'abandon (« exposition ») d'enfant sont très élevés. Les taux d'infanticides directs de nouveau-nés ne sont pas établis, mais les taux d'exposition des enfants nouveau-nés sont évalués à environ 20 à 40 % des nouveau-nés (filles et garçons). Les Romains et les Grecs différent en cela des Égyptiens, des Germains et des Juifs de l'époque, qui élèvent tous leurs enfants. Les ouvrages classiques suggèrent que le nombre de trois enfants est l'idéal recherché. Ainsi, chez les Romains, avant l'arrivée du christianisme, la pratique est qu'un citoyen, père de l'enfant, choisit d'accepter ou non le nouveau-né dans sa famille. Sa femme n'a légalement aucun droit et doit respecter cette décision. Juste après l'accouchement, la sage-femme dépose le nouveau-né à terre devant le père. Le père a deux choix : soit il accepte l'enfant en le soulevant de terre ce qui signifie qu'il le reconnaît ; soit il ne le prend pas dans ses bras et l'abandonne à son sort : il l'expose. L'exposition d'un enfant signifie que le nouveau-né, abandonné par le père de famille, est laissé devant la porte du logis ou dans une décharge publique. Dans certains cas, l'enfant peut être secrètement recueilli par des proches ou subordonnés, en particulier lorsque la mère a donné des instructions pour protéger ainsi l'enfant à l'insu du père. Cependant, ces cas semblent rares. La plupart du temps, soit les nouveau-nés exposés meurent, soit ils sont recueillis pour devenir esclaves.
L'enfant dont la mère est esclave appartient au maître de maison qui décide de l'élever, de le tuer ou de l'exposer. La loi interdit alors au maître de maison de reconnaître cet enfant comme le sien ou de l'adopter. Si le maître veut favoriser l'enfant (en particulier dans les cas fréquents où il s'agit de son enfant naturel), au mieux, il peut l'affranchir ou en faire son mignon, enfant ou esclave adulte qui le divertit et à qui il prodigue alors son affection.
Les abandons d'enfants nés de parents libres, et les naissances d'enfants de parents esclaves, fournissent à l'empire romain une large fraction de ses esclaves. Des marchands d'esclaves ramassent les nouveau-nés exposés dans les sanctuaires ou les décharges, ou les achètent à des personnes pauvres qui ne peuvent nourrir leur nouveau-né. La plupart de ces enfants esclaves, lorsqu'ils survivent, deviennent domestiques pour une maisonnée, esclaves sexuels, ou travaillent dans le monde agricole aux côtés de paysans très pauvres et dans des conditions de vie des plus difficiles.

### Éducation des enfants avant la puberté
L'enfant né dans une famille riche et libre, reconnu par son père, est confié à une nourrice qui le nourrit au sein, qu'il s'agisse d'un garçon ou d'une fille. Si l'enfant est un garçon, sa nourrice contribue à son éducation jusqu'à sa puberté. Un pédagogue ou nourricier est également chargé de l'éducation du jeune garçon. Ces deux personnes jouent un grand rôle dans la vie de l'enfant. Les liens entre père et enfant sont très distants, la grande sévérité du père étant perçue comme une qualité forgeant le caractère du jeune enfant.
Une bonne partie des enfants du monde romain vont à l'école de sept ans à douze ans. Le rôle du pédagogue est d'amener le jeune garçon au forum pour y recevoir son éducation. Ces écoles, les ludi literatii, sont mixtes et les filles n'y vont pas moins que les garçons. À l'âge de douze ans, des différences entre garçons et filles et entre riches et pauvres deviennent très marquées. Les garçons riches (et quelques filles, mais beaucoup plus rarement) continuent leur éducation ; on leur enseigne la littérature et la mythologie (qui permettent de distinguer les personnes cultivées). Ils apprennent, non pas les matières utiles, mais surtout les matières prestigieuses, dont la rhétorique et l'éloquence.

### De l'enfance à l'âge adulte: les garçons (libres)
Dans la Grèce romaine, l'éducation des garçons riches se pratique dans les lieux publics en particulier les gymnases, et se termine vers dix-sept ou dix-huit ans par une ou deux années d'éphébie (enseignement préparant le jeune homme à la vie adulte). À douze ans, le garçon romain peut quitter l'école élémentaire. À quatorze ans, il peut revêtir des habits adultes et quitte l'enfance : il peut faire tout ce qui est autorisé aux hommes. À seize ans, il peut entrer dans la vie publique et joindre l'armée. Il n'y a pas d'âge légal de la majorité : c'est la puberté qui définit l'entrée dans la vie adulte. Un jeune noble de seize ans fut ainsi colonel dans l'armée, prêtre de l'État et commença sa carrière au barreau. Le garçon libre (non esclave) ayant atteint l'âge adulte reste sous l'autorité de son père jusqu'à la mort de ce dernier. C'est ainsi qu'un jeune adulte orphelin de dix-huit ans peut décider que son héritière sera sa bonne amie, alors qu'un homme plus âgé, même s'il exerce de hautes fonctions, ne peut emprunter de l'argent ou faire un acte juridique, si son père est encore en vie.

### De l'enfance à l'âge adulte: les filles
Les filles sont moins valorisées et sont victimes d'infanticide et d'abandon beaucoup plus souvent que les garçons. À douze ans, les filles dont le père est citoyen romain sont considérées d'âge nubile. Certaines sont mariées dès douze ans. Elles sont considérées comme adultes à l'âge de quatorze ans. La vie des filles les plus riches consiste alors à passer chaque jour de nombreuses heures à travailler au filage à la quenouille. Leur éducation et leur droit à accéder à de nouveaux talents et connaissances dépend de leur mari qui est responsable de leur éducation.

### De l'enfance à l'âge adulte: les esclaves
Il reste très peu d'informations sur le sort des enfants esclaves. Les esclaves, même une fois adultes, restent dépendants de leur maître et on les appelle par des noms d'enfants : « petit » (puer, paîs). Au cours du IIIe siècle (bas empire), en Italie, une quantité importante de ces esclaves avait auparavant fait l'objet d'une exposition. Saint Augustin souligne qu'à cette époque, les enfants soumis à l'esclavage n'étaient pas considérés comme de « vrais esclaves » (« veri servi »). Le texte d'une loi romaine, datée de 322 apr. J.-C. et étendue à l'ensemble de la péninsule italienne à partir de 451, met en évidence que les familles ayant de très faibles revenus, généralement rurales, étaient soumises au devoir de vendre ou de mettre en gage leurs enfants. Un texte d'Augustin montre que sous l'antiquité tardive, l'esclavage des enfants, à l'instar de celui des femmes, peut être, dans certains cas, la conséquence de razzias. L'exemple donné par le philosophe théologien romain, suggère que l'esclavage des enfants razziés, ces derniers se trouvant par la suite fréquemment acheminés par voie maritime, est de type « domestique ».

## L'enfance dans l'Empire Romain christianisé

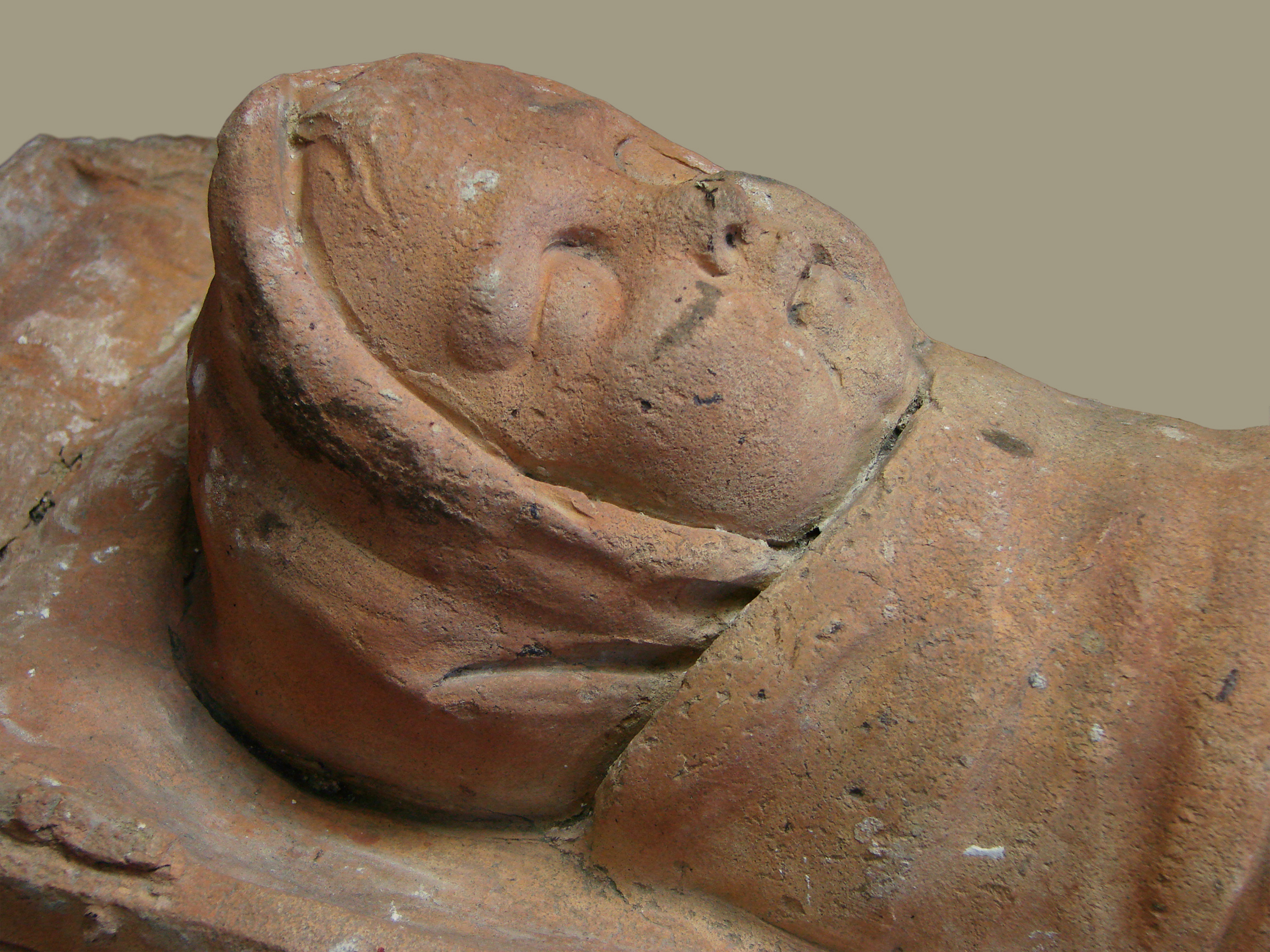
Bébé, ex-voto gallo-romain, Musée Saint-Remi de Reims.

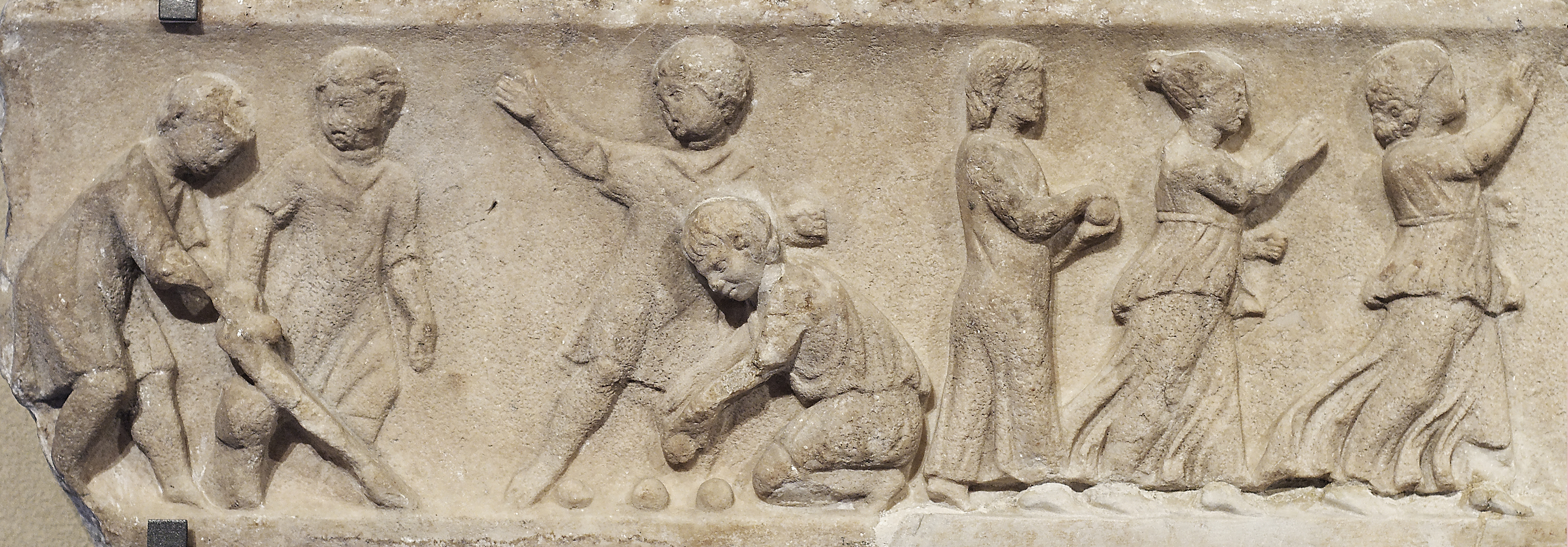
Bas relief représentant des jeux d'enfant, IIe siècle, Musée du Louvre

La christianisation des sociétés romaines résulte dans le fait que les adultes accordent beaucoup plus de valeur à l'enfant. Bien que la religion chrétienne ne remette pas en cause l'esclavage, ni les autres hiérarchies sociales (mari-femme, père-enfant), elle défend l'égalité de tous aux yeux du Dieu chrétien. Elle donne à tous l'opportunité de croire que chacun peut accéder au paradis après la mort. Le christianisme engendre l'idée que les enfants peuvent être sauvés et ont une âme, tandis qu'il n'est pas certain que les enfants des religions romaines et anglo-saxonnes étaient considérés comme totalement humains : ils n'avaient certainement pas la même valeur que les hommes citoyens adultes. L'idée d'une vie après la mort n'était pas répandue dans le paganisme, tandis que la doctrine chrétienne d'une vie après la mort est élaborée. Or le christianisme promet le paradis après la mort aux enfants baptisés, tandis que les nourrissons non baptisés peuvent mourir en enfer, c'est pourquoi les nouveau-nés doivent être baptisés rapidement après leur naissance. L'enfant baptisé est valorisé par le Dieu chrétien au même titre qu'un adulte. Le Nouveau Testament suggère, dans certains passages, que les enfants peuvent avoir une valeur supérieure à celle des adultes. Cette idée est tout à fait nouvelle. Les enfants sont invités, tout comme les femmes et les esclaves, à participer aux rites religieux.
La nouvelle religion encourage également les chrétiens à prendre soin des veuves et des orphelins. L'infanticide est considéré comme un meurtre, conformément aux croyances juives dont héritent les chrétiens. Ainsi en 374 apr. J.-C., les empereurs chrétiens Valentinien Ier, Valens et Gratien, déclarent que l'infanticide du nouveau-né est punissable par la peine capitale. La pratique de l'exposition persiste bien qu'elle semble se réduire considérablement au IVe siècle. L'exposition d'enfant est condamnée par la loi (mais de quelle façon, cela reste peu renseigné). Cependant, l'abandon est jugé avec sympathie lorsque les raisons en sont la pauvreté,.
Le châtiment corporel de l'enfant n'est pas condamné pour autant : il est encouragé par un verset biblique (Proverbes, 13:24), ce qui est similaire à l'attitude païenne exigeant de l'enfant le respect du père et exigeant du père une grande sévérité envers ses enfants.
Avec la christianisation, l'enfant est moins en marge de la société qu'il ne l'est dans l'Empire Romain païen, dans le sens où ses pensées (son âme) ne sont pas dénuées de toute importance. Une illustration de ce phénomène vient des écrits de saint Augustin. Le philosophe chrétien (fin du IVe siècle, début du Ve siècle) raconte dans son autobiographie comment il a volé des poires sans raison apparente, lorsqu'il était enfant. L'anecdote illustre selon lui que des tendances au mal sont présentes chez l'enfant et que les dilemmes moraux d'un enfant peuvent être ceux d'un adulte.

## L'enfance au Moyen Âge en Europe occidentale
La plupart des études sur l'enfance au Moyen Âge citent l'historien Philippe Ariès qui fut le premier à étudier systématiquement la vie familiale dans l'histoire et a conclu que le sentiment d'enfance ne semblait pas exister dans la société médiévale. Depuis sa publication en 1960, cette thèse a été fortement critiquée et contredite par des nouvelles recherches historiques. Des recherches sont venues apporter de nouveaux éléments qui appuient l'idée que les enfants n'étaient pas traités comme des adultes et étaient aimés de leurs parents.

### Importance

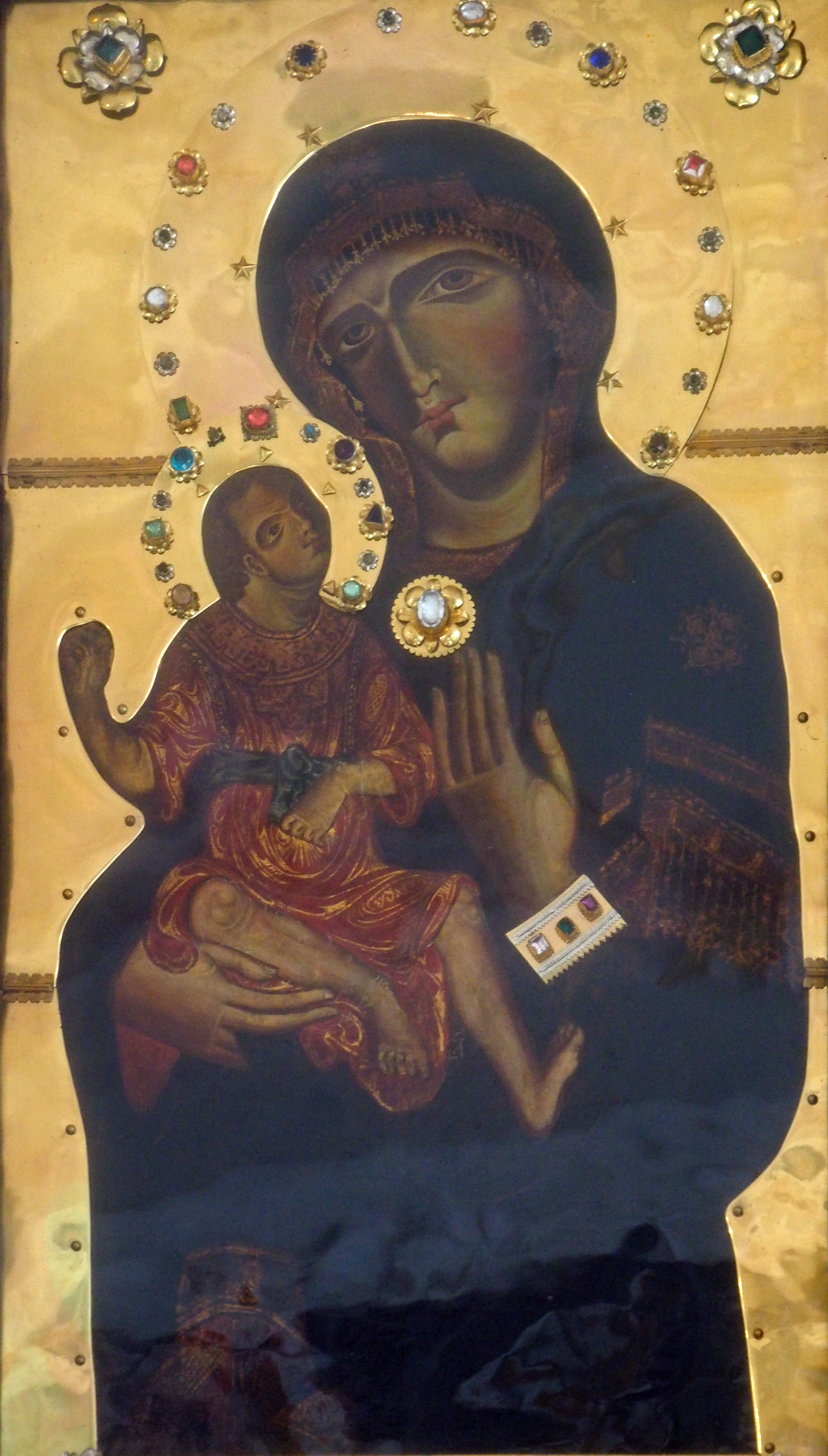
Vierge et enfant, IIe siècle, Gnadenkapelle Regensburg

Au Moyen Âge en Europe occidentale, les enfants deviennent plus valorisés qu'ils ne l'étaient sous l'empire romain. Certains historiens attribuent ce changement à la christianisation, d'autres y ajoutent les pratiques des peuples germaniques arrivant lors des invasions barbares et dont les traditions et les comportements envers les enfants sont peut-être plus humaines que celles des Romains. À propos de ces débats, un historien note le manque de sources qui rend les conclusions difficiles, et le biais systématique que semblent avoir les historiens de l'enfance à rechercher le progrès. Les images chrétiennes qui se répandent dans les églises sont celle du Christ crucifié et de la Vierge et Jésus enfant. Les images de Jésus représenté avec un corps d'enfant contribuent peut-être à l'affection et à l'attention accrues données aux enfants. Des réponses affectueuses envers les bébés et les jeunes enfants sont trouvées par les historiens dans les documents ou peintures à partir du XIIe siècle dans toute l'Europe.
L'enfance cependant ne semble pas importante en tant que telle, mais plutôt parce que les caractéristiques observées chez l'enfant (comme la modestie chez une fille ou le courage chez un garçon) peuvent indiquer quel genre d'adultes ils deviendront. Les adultes ne pensent pas encore, comme c'est le cas au XXIe siècle, que la manière dont ils traitent les enfants dès le plus jeune âge puisse influencer les adultes qu'ils deviendront.

### Infanticides et abandon
Avec la christianisation, l'infanticide devient interdit par la religion et par la loi, et n'est plus une pratique courante. Des abandons d'enfants continuent de se produire, mais en nombre moins élevé. Les enfants nouveau-nés non désirés sont déposés aux portes des églises. Le prêtre déclare cette découverte lors de la messe, et si personne ne réclame l'enfant, il le donne à un inventeur qui l'élève et en fait son esclave. Néanmoins, au Moyen-Âge, cet état de fait n'est pas forcément la conséquence d'un désamour parental. À cet effet, John Boswell souligne que le phénomène d'abandon pourrait également sous-tendre chez les parents l'espérance d'un « avenir meilleur » pour leur enfant.

### Amour parental
L'historienne Shulamith Shahar, l'une des expertes de ce domaine, publie en 1990 un livre où elle développe l'idée que le concept d'enfance existait au Moyen Âge central et tardif : les adultes considéraient plusieurs stades de l'enfance et investissaient beaucoup de ressources, sentimentales et matérielles, dans leur progéniture,. Shahar défend l'idée, sans pour autant romantiser le Moyen Âge et ses pratiques, que certaines des pratiques du Moyen Âge étaient moins cruelles que celles des époques suivantes : on prodiguait de la tendresse aux enfants jusqu'à l'âge de sept ans (on leur donnait par exemple des bains chauds, ou on les plaçait à la naissance dans une pièce sombre pour faciliter leur transition de l'utérus à la lumière extérieure).

### Éducation, ville et campagne

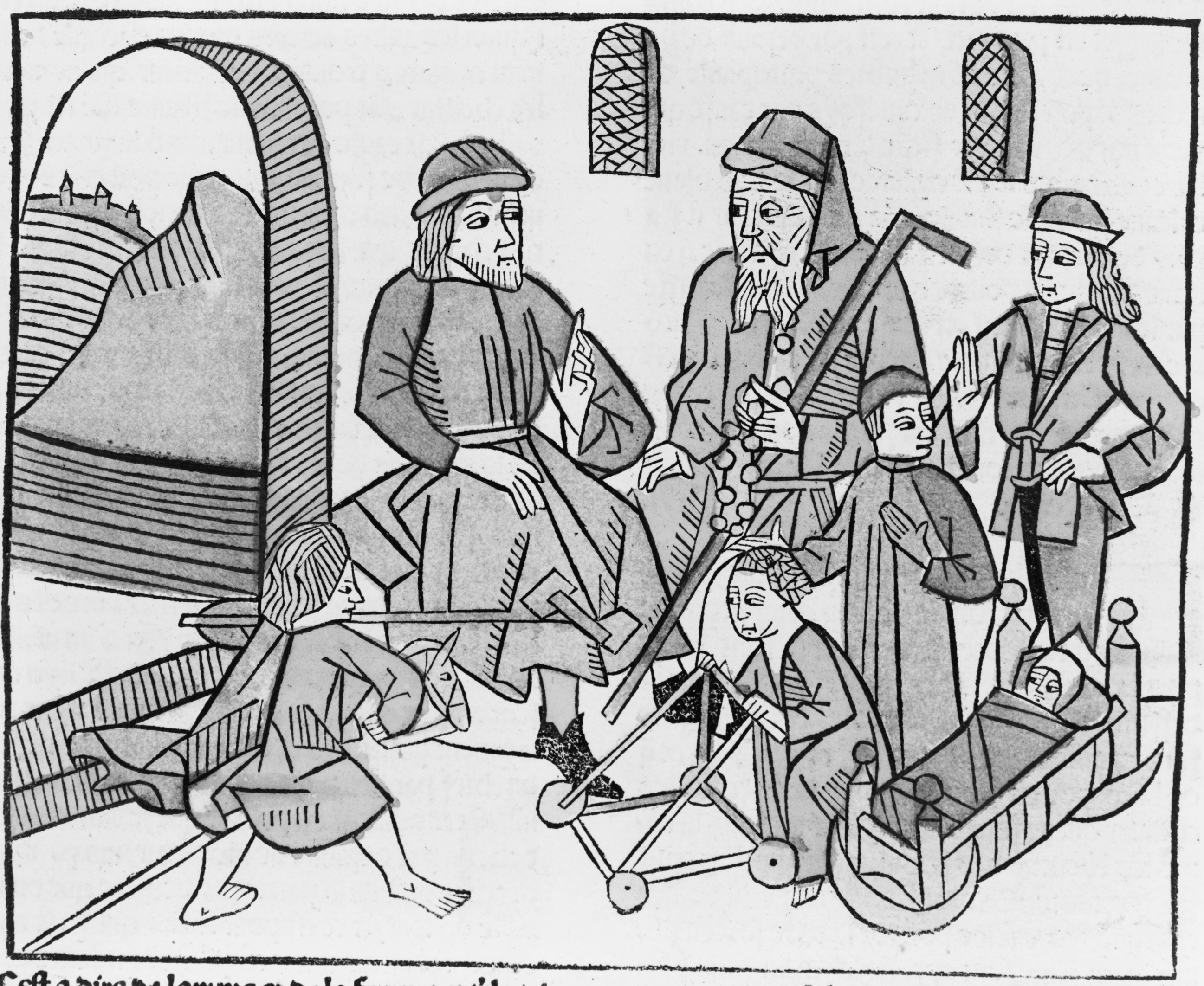
Les âges de la vie, xylographie du De proprietatibus rerum de Bartholomeus Anglicus, 1486.

Toute la structure sociale de l'Empire romain est modifiée après les invasions barbares, y compris la vie familiale et la vie privée. Les villes fondées à l'époque antique perdent leur puissance et leur rôle dans la formation des élites sociales et dans l'éducation des enfants disparaît progressivement. Les enfants ne sont plus éduqués dans des forums ouverts, mais sont éduqués par des moines et dans des endroits clos, les monastères. L'importance donnée aux villes durant l'Empire Romain change avec les invasions germaniques (invasions barbares). En Europe du Nord et en Gaule du nord (nord de la Loire), la vie privée prend de l'importance tandis que la vie publique, celle des villes et des forums, décroît. Les campagnes deviennent le lieu de refuge. On y envoie les enfants en nourrice, en espérant ainsi les protéger. La mortalité infantile reste en effet très élevée. Ce changement s'étend à la Gaule du Sud, tandis que la christianisation s'étend vers le nord.
Les enfants sont allaités (souvent par des nourrices) jusqu'à trois ans. Ces jeunes enfants sont choyés. Lors des guerres, le butin consiste à emmener en esclavage les femmes et les jeunes enfants encore élevés au sein (ce qui pourrait expliquer le nom de « puer » donné aux esclaves). Les enfants de plus de trois ans sont alors tués tout comme les hommes. Le petit enfant était beaucoup plus choyé que le garçon et la fille plus âgés, qui sont disciplinés sévèrement par les parents.
La plupart des enfants ne vont pas l'école mais vivent auprès de leurs parents et sont de plus en plus intégrés aux tâches domestiques, artisanales ou paysannes, à mesure qu'ils grandissent. Les parents confient souvent un de leurs fils au monastère, parfois très jeunes. Les jeunes enfants ainsi que les enfants plus âgés, les oblats, sont élevés de manière totalement différente, avec beaucoup moins de sévérité : les moines espèrent ainsi préserver les qualités enfantines qu'ils valorisent, ouvrir le cœur plutôt que l'endurcir. Ces oblats sont éduqués religieusement par les moines, ils apprennent à lire et écrire et sont généralement destinés à la vie religieuse lorsqu'ils sont adultes.

### Les lacunes de la recherche
Le Moyen Âge du monde occidental constitue une longue période historique, du Ve siècle au XVe siècle, faite de beaucoup de changements et embrassant de nombreuses cultures européennes différentes. Les historiens manquent de données sur la façon dont les enfants étaient traités, par exemple les enfants élevés à la campagne, et plus encore, sur les sentiments des enfants (leur peur de la mort, par exemple, qui était omniprésente dans la vie des enfants). Ainsi, à l'exception de quelques œuvres telles le Doctrina pueril du philosophe Raymond Lulle et le Quatre teenz d'aage d'ome (Les Quatre âges de l'homme) de Philippe de Novare, les recueils médiévaux dont le propos est centré sur l'enfance demeurent rares. Il est donc très complexe d’interpréter les changements qui ont eu lieu au cours du Moyen Âge et la littérature sur le sujet comporte de multiples lacunes.

## L'enfance de la Renaissance et des réformes religieuses (XVIesiècleetXVIIesiècle)

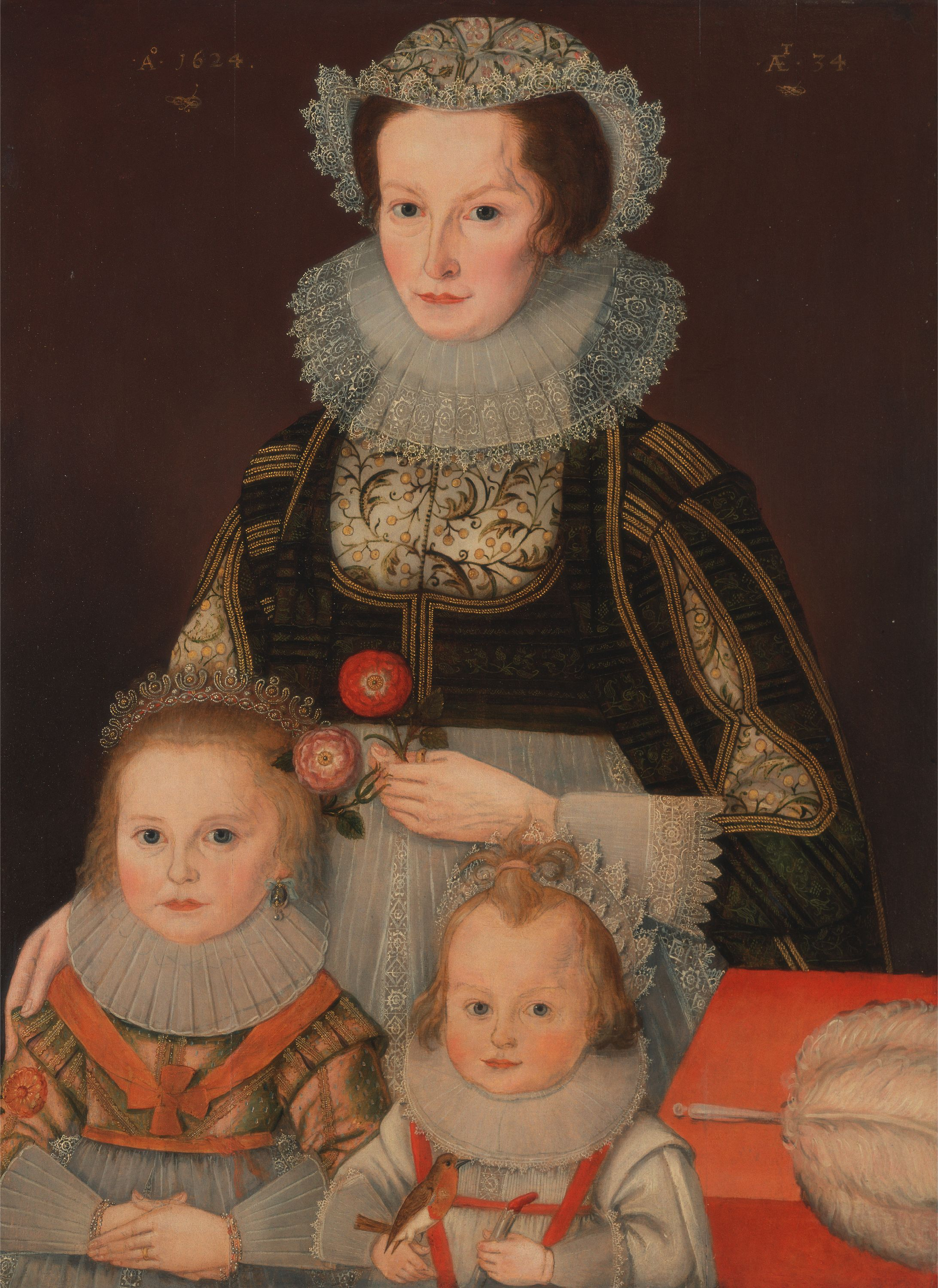
Une mère et ses deux enfants (1624)

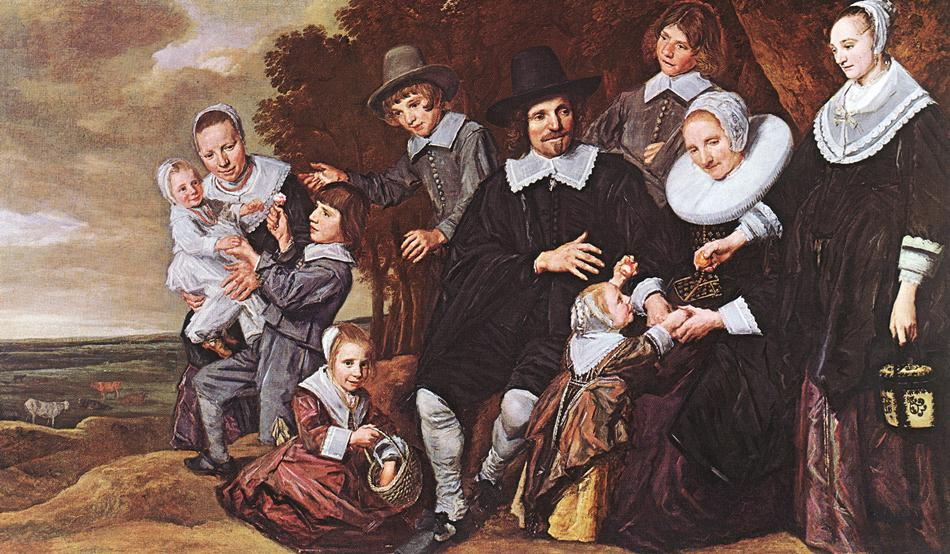
Famille dans un paysage, par Frans Hals (1648).

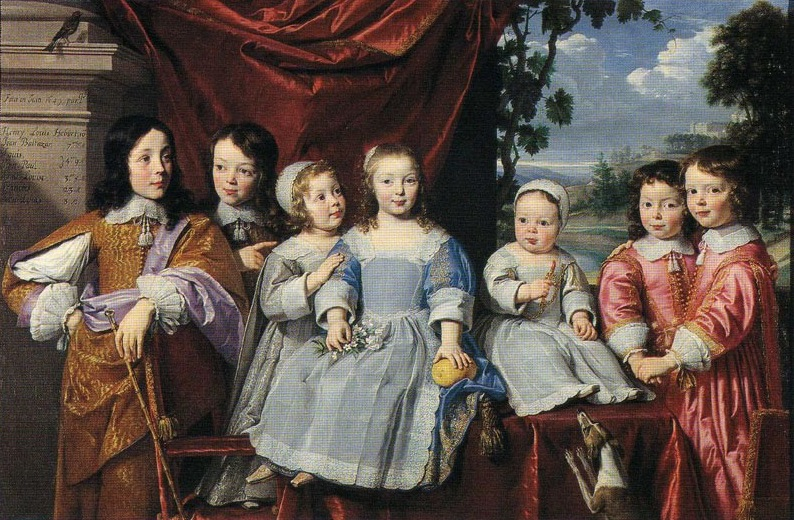
Les enfants de Montmor, par Philippe de Champaigne (1649).

### Amour parental et peurs parentales
Dans son ouvrage L'enfant et la vie familiale sous l'Ancien Régime, publié en 1960, l'historien français Philippe Ariès développe l'hypothèse que, jusqu'au XVIIIe siècle dans l'histoire de France, le « sentiment de l'enfance » n'existe pas ; les enfants sont intégrés au monde des adultes (une hypothèse qui sera contestée par la suite). Selon lui se développent au XVIIe siècle deux concepts de l'enfance : dans les familles, les parents prennent conscience du plaisir qu'ils éprouvent à observer les enfants ; hors de la famille, des moralistes commencent à développer l'idée que les enfants sont de fragiles créatures de Dieu que les adultes doivent protéger et changer (éduquer).
Dans les régions où le protestantisme s'implante, l'anxiété parentale s'accroît énormément car les enfants sont vus comme des pécheurs dès leur plus jeune âge. De nombreux livres de catéchisme sont publiés pour les enfants de tous âges (350 en Angleterre), tant est grande la crainte de voir l'enfant sombrer dans le péché. L'enfant modèle d'un parent protestant du XVIe siècle est un enfant pieux, discipliné, obéissant et facile à éduquer. Les mères allaitent généralement leurs enfants (Pays-Bas). L'historien Philip Greven note qu'il n'y a pas une manière d'élever les enfants chez les protestants de cette époque, car les comportements parentaux varient beaucoup (observations faites en Amérique, dont Cunningham note qu'elles sont valables aussi chez les protestants en Europe à la même époque). Il décrit le style le plus strict comme « évangélique » (evangelical), autoritaire, où les punitions sont des plus sévères (surtout chez les protestants évangéliques) ; certaines familles ont un style modéré (authoritative), où les parents traitent leurs enfants « avec tendresse et patience », et certaines enfin ont un style affectueux où rien n'est reproché à l'enfant. Certains historiens voient une continuité dans ces pratiques et non des groupes de pratiques différentes.
Chez les catholiques, les parents semblent avoir moins d'angoisses concernant leurs enfants et leur salut. Les écrits décrivent moins les enfants ; les pères de famille dans le catholicisme ont moins de responsabilités religieuses envers leurs enfants (qui incombent surtout au prêtre) qu'ils n'en ont dans les courants protestants. Il est notable cependant que le sens du devoir des parents envers les enfants s'accroît : les manuels catholiques de la fin du XVIe siècle mentionnent la responsabilité des parents. Les manuels parlent de réciprocité dans le respect et l'amour, et l'amour dû aux parents (ou des parents aux enfants) prend un sens plus positif et ne signifie plus uniquement l'absence de haine.

### Philosophie humaniste
Considéré comme un des grands philosophes humanistes de la Renaissance, le philosophe Érasme publie des écrits sur le rôle des parents. Il développe l'idée que l'éducation précoce est importante car l'enfant est facilement influençable, reprenant l'analogie de la cire modelable (analogie qu'on retrouve au XIe siècle chez un évêque anglais mais qui parlait alors de l'adolescence et non de la jeune enfance). Ainsi, écrit Érasme, en étant négligent, on fait de l'enfant un animal, mais en prenant grand soin de son éducation, on fait de l'enfant une créature proche du divin. Bien qu'il admette l'existence de punitions « courantes », Érasme se montre très critique à l'égard des châtiments corporels infligés aux enfants, en particulier dans les écoles qu'il qualifie de « salles de torture ».

### Représentations dans l'art
En peinture, les portraits de famille se modifient profondément à la fin de cette période, indiquant des sentiments de tendresse envers les enfants. Les portraits d'enfants seuls ou avec leur fratrie se multiplient.

### Éducation et entrée dans la vie adulte

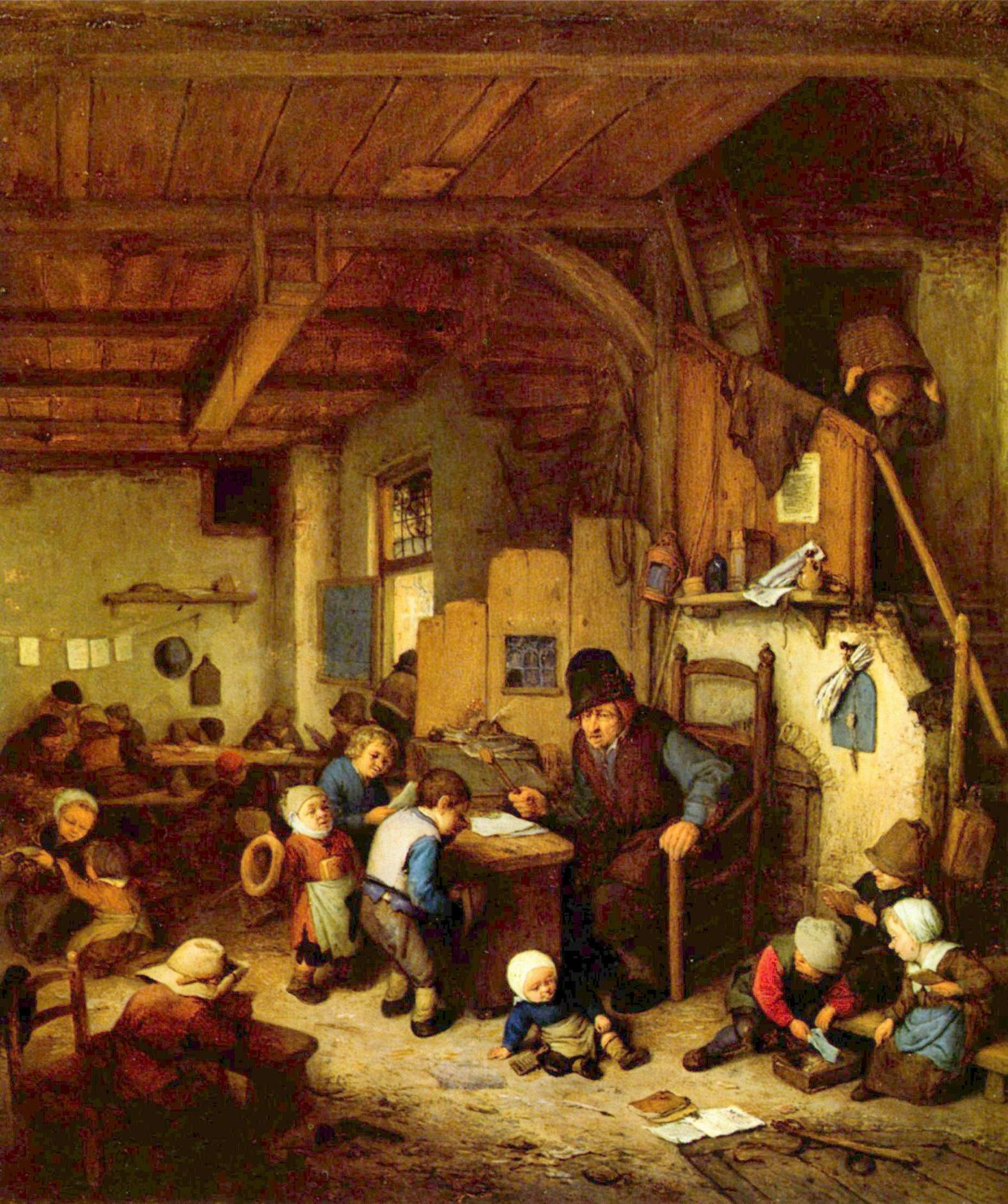
Le maître d'école, Adrian van Ostade, 1662.

Au XVIe siècle, l'enfance est considérée comme terminée environ à 14 ans, selon les opportunités qu'ont les enfants de rester à l'école ou non. Les garçons et filles vont généralement à l'école jusqu'à 14 ans, puis vont servir dans des maisons ou des fermes, ou vont en apprentissage. Un jeune apprenti passe plusieurs années en apprentissage, jusqu'à sept années. Les garçons les plus privilégiés peuvent poursuivre une scolarité plus longtemps.
Les filles ont très peu d'opportunités de poursuivre leur éducation après leurs quatorze ans. Elles doivent apprendre les travaux domestiques, sont souvent envoyées dans d'autres maisons pour apprendre à y servir, et sont destinées à être mariées ensuite. Les filles orphelines peuvent être envoyées très tôt dans une maison pour servir, parfois dès l'âge de dix ans. Malgré le début de la Renaissance qui encourage l'éducation des femmes, très peu de filles sont encouragées à poursuivre leur éducation, hormis quelques rares femmes de la noblesse ou de familles fortunées. Les filles sont préparées à devenir des épouses et à savoir s'occuper d'un foyer, ce qui inclut, outre les nombreux travaux d'aiguille, de savoir aussi gérer les comptes ou de savoir soigner et servir comme sage-femme. Les femmes sont décrites comme le « sexe faible » ; leur éducation encourage leur silence et les prépare à vivre dans la soumission à l'autorité de leur mari. Les jeunes filles quittent donc souvent leur domicile vers 14 ans, mais ne sont considérées comme adultes véritablement qu'à leur mariage, après quelques années de service dans des maisons, généralement vers 25 ans. La condition des filles et des femmes s'est détériorée ensuite au XVIIe siècle.

### Assistance aux pauvres et orphelins

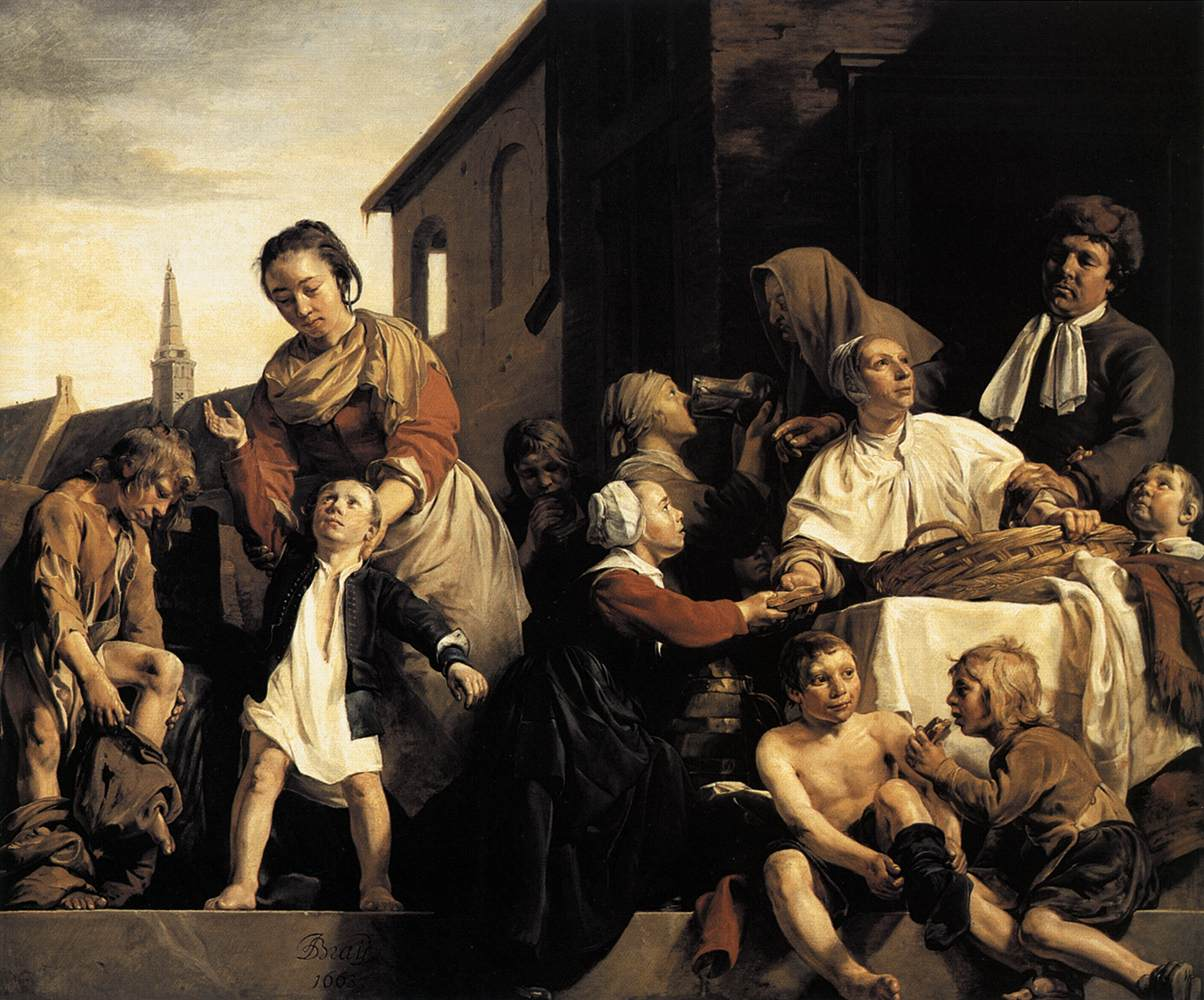
Assistance aux enfants de l'orphelinat de Haarlem, de Jan de Bray (1663, Musée Frans Hals, Pays-Bas)

Les enfants pauvres dont les parents ne peuvent prendre soin, les orphelins, et les enfants vagabonds sont mis en apprentissage en Angleterre par les lois pour les pauvres, les Poor Law, premières mesures législatives prises en Europe, en 1597, qui obligent les paroisses administratives anglaises à prendre en charge les enfants pauvres. Des hôpitaux pour enfants s'ouvrent pour accueillir les enfants orphelins ou dont les parents sont défaillants. Les enfants y sont recueillis de 5 ans à 12 ans. En 1617, le maire de Londres fonde une organisation de charité pour recueillir de l'argent permettant d'envoyer une centaine d'enfants pauvres vers les colonies britanniques. Son action est perçue comme un bienfait qui permet d'éviter le risque de voir ces enfants devenir des vagabonds. Les craintes sont grandes dans la société de l'époque, que les enfants pauvres ne puissent pas trouver d'emploi en raison de leur grand nombre ; en effet de nombreux enfants pauvres en sont réduits à mendier dans les rues. En 1627 en Angleterre, environ 1 400  à   1 500 enfants sont recueillis, contre leur volonté et contre la volonté de leurs parents, pour être envoyés en Virginie par bateau. Beaucoup de ces enfants ne survivent pas au voyage. Les premières lois pour les pauvres, les Poor Laws de 1601, assez critiquées, eurent cependant quelques bonnes conséquences : de nombreuses familles pauvres ayant plusieurs enfants en bas âge furent ainsi aidées et leurs enfants furent pris en charge dans leur propre paroisse. Ces lois furent abrogées et remplacées au XIXe siècle par la New Poor Law.

## L'enfance à l'âge des Lumières (finXVIIesiècle-XVIIIesiècle) et du Romantisme (finXVIIIesiècle)

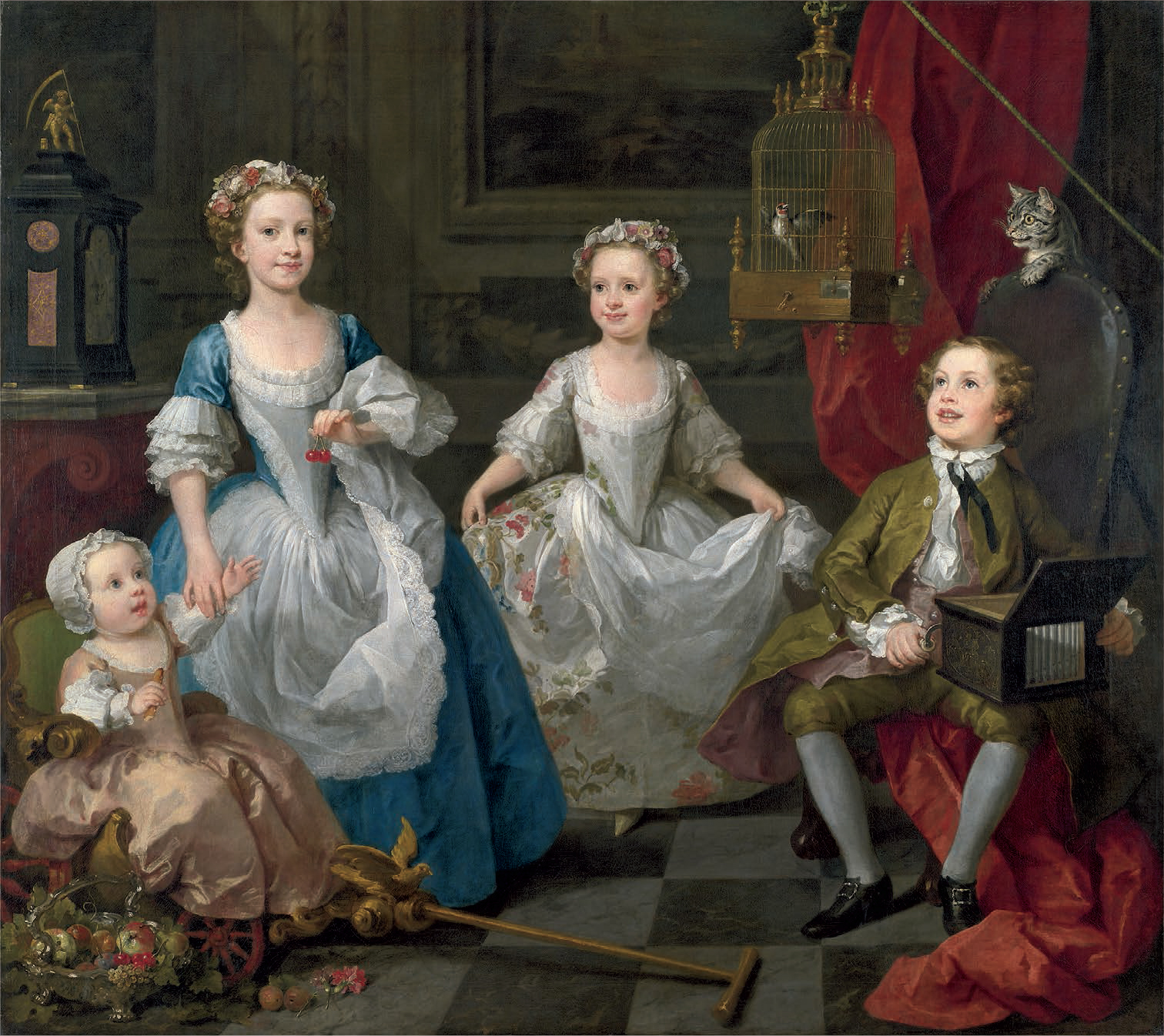
The Graham children, par William Hogarth (1742).

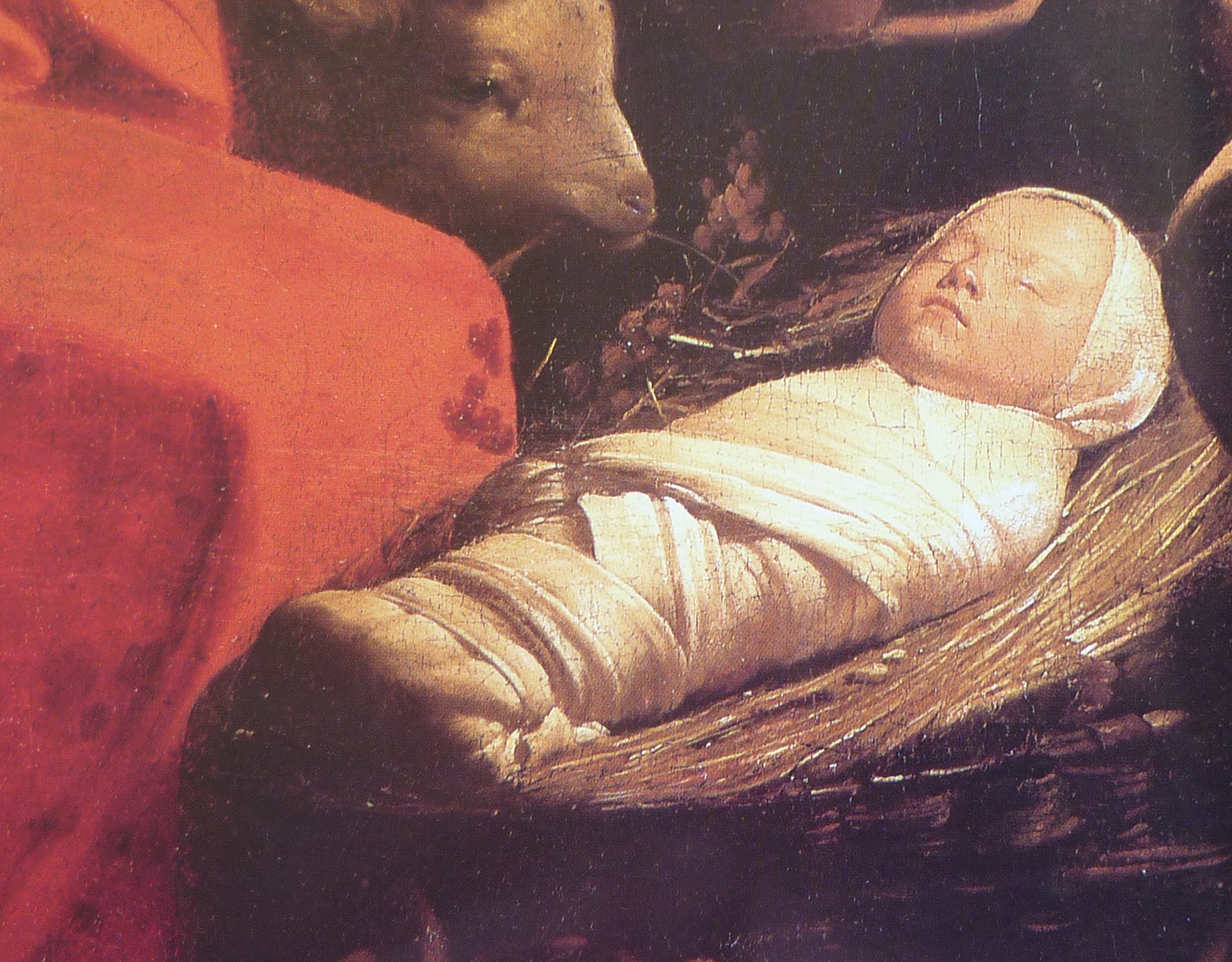
Bébé emmailloté, détail de lAdoration des bergers par Georges de La Tour (1644).

Le XVIIIe siècle voit naître un grand intérêt pour l’enfance et des changements très importants dans la manière dont l'enfance est considérée. L'enfance devient une période idéalisée par les adultes, perçue comme représentant l'innocence (perdue ensuite quand l'enfant grandit), une période qui devrait être heureuse, et une période où l'humain montre de nombreuses qualités dont on espère qu'elles pourront être préservées à l'âge adulte. L'enfant devient idéalisé et surtout, porteur d'espoir, une vision qui ne fera que croître aux siècles suivants. En France, l'État commence à soutenir financièrement l'orphelinat, l'Hôpital des Enfants Trouvés, et cet hôpital qui jouit d'une excellente réputation dans l'Europe est imité par d'autres États absolutistes européens.

### L'humanisme et les philosophes des Lumières

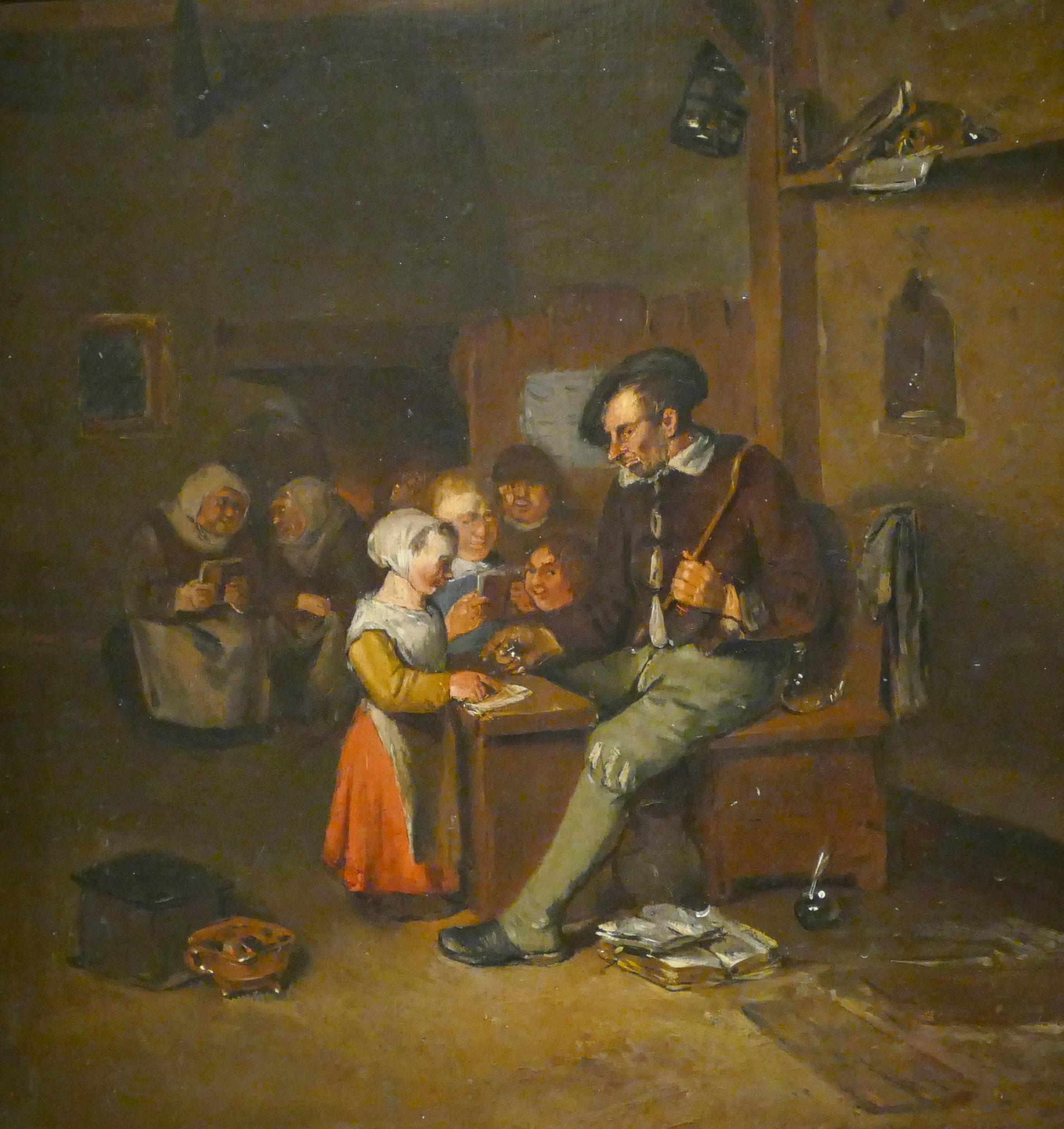
La petite école, huile sur bois de Egbert van Heemskerck II (le jeune), vers 1700. Musée national de l'éducation, Rouen, France.

Le philosophe John Locke publie le livre Pensées sur l'Éducation (1693), compilant les lettres qu'il a écrites pour un ami et dans lequel il lui donne des conseils pour bien élever son fils. Ce livre devient un des livres des plus célèbres et des plus influents du XVIIIe siècle sur l'éducation des enfants par leurs parents (bien que Locke soit célibataire et sans enfant lorsqu'il écrit ces lettres). Locke recommande d'élever les enfants dans la raison dès le plus jeune âge. Il encourage les parents à se montrer tendres et à utiliser le jeu, d'éviter le recours au châtiment corporel et d'utiliser des lectures comme les fables d'Ésope illustrées.
Un autre ouvrage très influent est publié par le philosophe et écrivain Jean-Jacques Rousseau, Émile ou De l'Éducation (1762). Rousseau, qui aime les paradoxes et la polémique, prend le contre-pied de John Locke. Rousseau défend que le fonctionnement mental de l’enfant lui est propre et est donc différent de celui de l’adulte, que l'enfant est naturellement bon et enclin à apprendre sans qu'une éducation précoce et rationnelle soit nécessaire. Rousseau défend l'idée de faire confiance à la nature de l'homme. La préparation à la vie adulte doit commencer à l'adolescence. Ce débat entre la discipline et la liberté de l'enfant à l'âge précoce continue à faire l'objet de polémique (cf. style parental). Il est notable que les deux philosophes parlent de l'éducation des garçons ; les filles sont perçues comme plus faibles et plus passives que les garçons.
Selon de Condillac (1714-1780), le bébé naît sans connaissances mais va en acquérir au cours de son enfance. L’enfant est une somme d’apprentissages. Mais cette somme va permettre aux uns d’accéder à la raison et aux autres de rester insensés.

### Tendresse dans les relations parent-enfant
Malgré l'influence des philosophes, les parents n'ont pas drastiquement changé leurs pratiques et les pratiques sont restées diverses, plus ou moins sévères et plus ou moins empreintes d'amour. Cependant, une tendance générale du milieu et fin du XVIIIe siècle se dessine en Europe. Les relations parent-enfant deviennent plus familières, plus tendres et plus proches. Les écrits de l'époque mentionnent des dialogues entre enfant et père ou mère, que les conventions n'auraient pas autorisés quelques décennies auparavant.

### Rôle de la mère
Durant la Renaissance et l'âge des Lumières, le rôle du père est considéré comme essentiel dans l'éducation des enfants. Sous l'influence de Rousseau, puis du Romantisme, les mères reprennent la prédominance qu'elles avaient au Moyen Âge.
L'allaitement des mères (plutôt que par des nourrices) est fortement encouragé, ce qui peut expliquer une chute notable de la mortalité des nourrissons. Ainsi dans les familles aristocratiques anglaises, les mères passent plus de temps avec leurs bébés et les allaitent, ce qui coïncide avec une diminution de 30 % de la mortalité des enfants de moins de cinq ans aux alentours des années 1760 (l'allaitement comme moyen de faire baisser la mortalité infantile devient une recommandation de l'Organisation Mondiale de la Santé à la fin du XXe siècle). Partout en Europe, l’emmaillotement des nourrissons commence à être remis en question et à disparaître.

### Littérature enfantine et jouets
Les jouets ne sont pas nouveaux, mais à la fin du XVIIe siècle, le marché du jouet prend son essor : il existe alors plus de jouets que les parents ne peuvent en acheter. Paradoxalement, alors que John Locke met en garde les parents qui seraient tentés de trop gâter leur enfant, ses théories poussent le commerce du jouet : les jouets ont pris une valeur éducative.
La littérature pour les enfants se développe vers la même époque. Auparavant les lectures pour enfants étaient des lectures religieuses et des catéchismes. Les livres profanes pour enfants deviennent un genre littéraire établi à partir des années 1750. En France, soixante volumes de contes et récits pour enfants (dont La Belle et la Bête) sont écrits par Madame Leprince de Beaumont (vers 1750-1780) et vingt-quatre volumes par Arnaud Berquin (L'ami des enfans) vers 1780.

### Représentations dans l'art et Romantisme

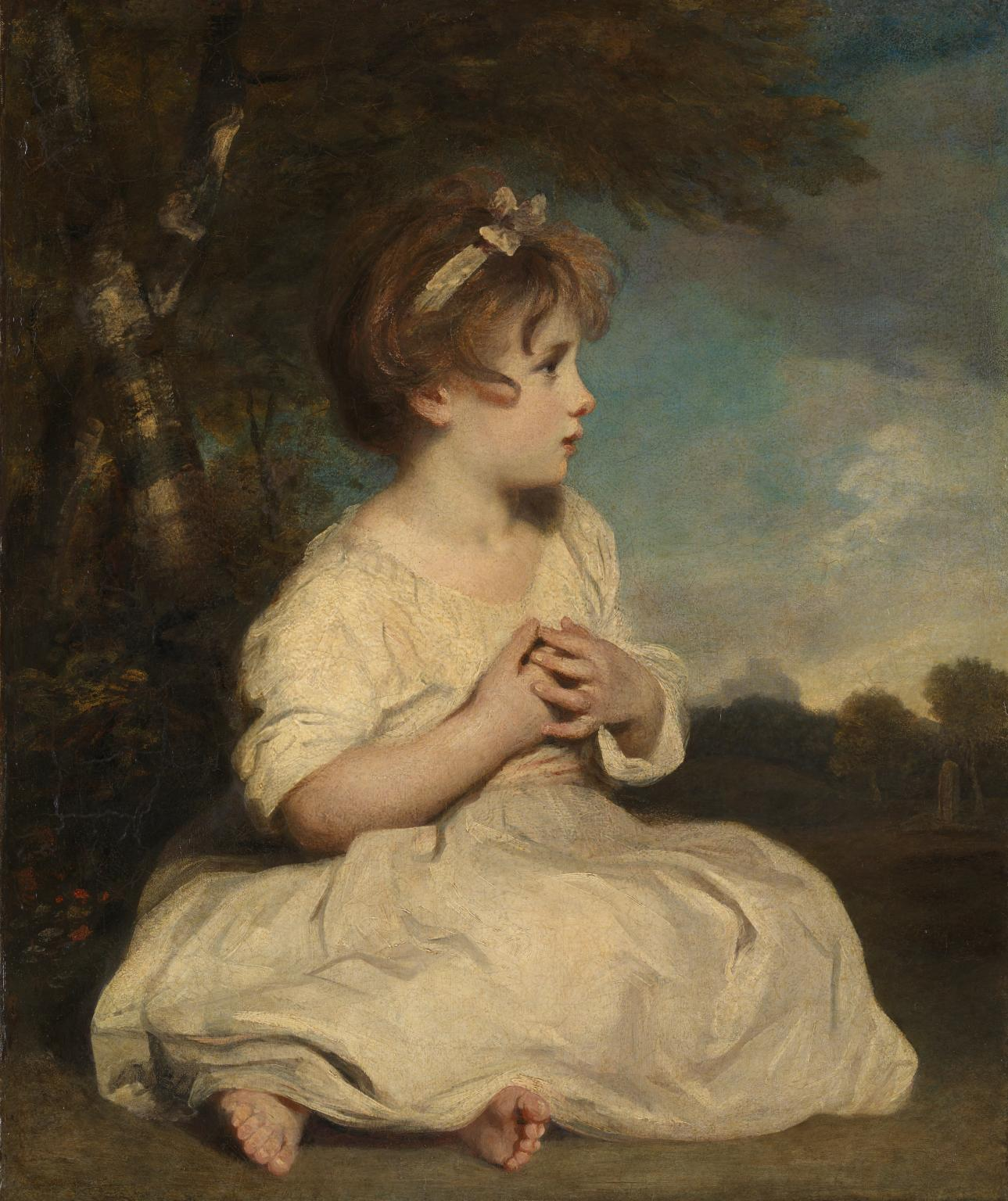
The Age of Innocence, par Joshua Reynolds (1788).

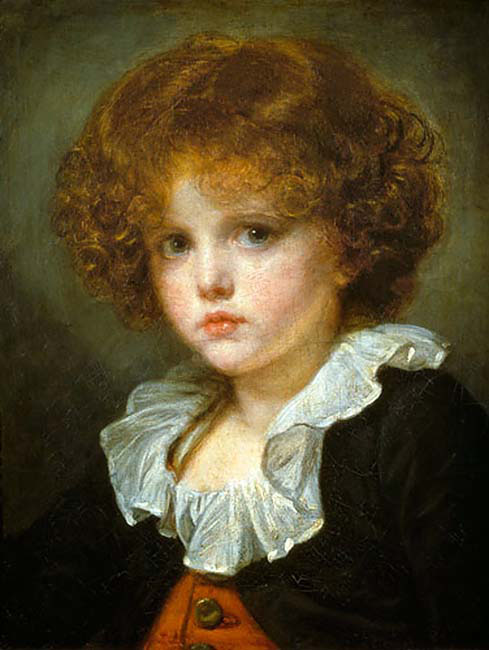
Petit garçon au gilet rouge, par Jean-Baptiste Greuze (1780).

Les enfants commencent à se faire plus présents dans la prose et la poésie où ils représentent l'innocence, la simplicité et l'émotion. Durant la période Romantique, l'enfant devient idéalisé. Dans les autobiographies, l'enfance prend de plus en plus d'importance. Rousseau (Confessions, 1783) écrit une idée nouvelle : qui veut le connaître comme adulte doit le connaître comme enfant. Les écrivains néerlandais des années 1780 sont les premiers à accorder une large place à l'enfance dans les biographies, suivis par les écrivains des autres pays européens.
La représentation des enfants et de l'enfance change dans la peinture. Aux États-Unis, avant 1750, les tableaux représentent surtout des hommes et des garçons dominant des femmes et des enfants en bas âge (vêtus de robes). Les représentations d'après 1750 sont plus complexes, avec des enfants plus démarqués des adultes des deux sexes par leurs vêtements. Les peintures plus naturalistes donnent une position plus dominante aux enfants, dans les tableaux de Jean-Baptiste Greuze et Étienne Aubry (France), de Thomas Gainsborogh et de Joshua Reynolds (Angleterre). Les enfants font l'objet de portraits qui représentent et contribuent à une nouvelle vision romantique de l'enfance qui persistera aux siècles suivants. La vie, auparavant vue comme une montée vers la maturité, est perçue comme une perte de l'innocence et de la fraîcheur de l'enfance.

### Vie quotidienne des enfants
Malgré la vision de plus en plus romantique, idéalisée, de l'enfance, la vie quotidienne des enfants ne change pas drastiquement. Les manières d'élever les enfants ne changent pas beaucoup, les conseils aux mères restant assez traditionnels. Les mères continuent à craindre pour la vie de leur enfant en raison de la mortalité restant élevée, et de la prise de conscience grandissante que la vie des enfants ne dépend pas seulement de la providence, mais bel et bien des conditions de vie de l'enfant, de l'hygiène et des routines. L'accent est mis sur l'apprentissage de bonnes habitudes de vie chez l'enfant.

## L'enfance durant la Révolution industrielle (finXVIIIesiècle-XIXesiècle)

### Le travail augmente et la scolarisation diminue
Avant l'industrialisation, l'unité de production économique est la famille (par exemple, pour le tissage et la confection de vêtements). Le travail agricole est saisonnier et n'offre pas de travail aux enfants durant les mois d'hiver, généralement consacrés à l'école. Avec l'industrialisation rapide de l'Europe, le travail des enfants change énormément. Les enfants pauvres, c'est-à-dire la plupart des enfants, sont forcés à travailler pour soutenir financièrement leurs parents. Le travail s'étend sur l'année entière, et n'est plus seulement saisonnier. Les enfants commencent à travailler brusquement et intensivement, alors que l'entrée dans le travail d'avant l'industrialisation était plus progressive. Le travail ne s'effectue plus avec et dans la famille, mais dans des usines, des mines de charbon, ou autres endroits où les enfants ne bénéficient plus de la protection de leurs parents. L'industrialisation du XIXe siècle est donc, à raison, vue comme une période historique très difficile pour l'enfant. La condition des enfants se dégrade effectivement beaucoup au XIXe siècle. Tandis que les taux de mortalité chutent légèrement et que le Romantisme idéalise l'enfance, le travail est souvent inhumain et dangereux pour les enfants. Le travail de l'enfant qui était vu de manière positive en début de XIXe siècle devient dénoncé et est comparé à de l'esclavage en fin de XIXe siècle. Des lois sur la protection de l'enfance émergent et se multiplient.
La famille ne paraît pas touchée en tant que telle. Le fait que les enfants travaillent durement n'est pas un choix parental mais plutôt une nécessité économique, et il est possible que cette situation ait rapproché parents et enfants plutôt que l'inverse. De plus, la famille est essentielle pour la survie de chacun, puisque c'est par les liens familiaux que les enfants et adultes trouvent du travail.
À cette époque, les taux d'illettrisme augmentent et les taux de scolarisation diminuent. La demande parentale est élevée et explique le succès des écoles privées. Les enfants ne sont certainement pas demandeurs, car l'école continue à être un endroit où une grande sévérité est exercée et les châtiments corporels sont la norme. Nombre d'écrits ont rapporté la réticence des enfants à aller à l'école.
La scolarisation obligatoire commence à être instaurée par les États dans plusieurs pays d'Europe vers la fin du XIXe siècle. La scolarisation obligatoire a été établie vers la fin du XVIIIe siècle dans nombre de pays Européens, ainsi en France en 1793 sous la Convention, et avant cela en Prusse en 1717, en Autriche en 1774, en Hongrie en 1777, aux Pays-Bas en 1806, au Danemark en 1814. Mais en France, cette loi a été modifiée en 1795 pour rendre la scolarisation dépendante de la volonté parentale.

### La misère de l'enfance dans la littérature et les arts
L'enfant pauvre, sa vie et ses souffrances, commencent à être décrits dans les œuvres littéraires et dans l'art pour adultes. Le roman autobiographique de Charles Dickens (David Copperfield) et son roman Oliver Twist décrivent des enfants orphelins, miséreux, qui doivent travailler durement pour survivre. En France, les personnages de Cosette et de Gavroche, dans Les Misérables de Victor Hugo, deviennent des symboles de cette enfance pauvre, souvent orpheline, parfois protégée mais trop souvent malmenée par le monde adulte.

### Nourrices et orphelinats
Les taux d'abandon augmentent dans plusieurs pays d'Europe et en Amérique au XVIIIe siècle (passant de 16 % à 25 % à Milan en Italie par exemple) puis au XIXe siècle. Il est estimé qu'au milieu de XIXe siècle, 100 000 enfants sont abandonnés chaque année en Europe. La situation touche la France, la Belgique, le Portugal ; la situation est pire en Espagne, Irlande, Pologne et Autriche. À Prague, deux enfants sur cinq sont abandonnés ; à Vienne, un enfant sur deux est abandonné. En France, six fois plus de bébés sont abandonnés entre 1820 et 1829, que durant la décennie 1740-1749. Les enfants abandonnés le sont le plus souvent à la naissance, mais ils peuvent aussi être placés à l'orphelinat lorsque l'un des parents meurt. Le nombre des enfants envoyés en nourrice à la campagne est au plus haut à la fin du XVIIIe siècle et au début du XIXe siècle pour diminuer progressivement ensuite. Vers 1759, jusqu'à 95 % des enfants sont envoyés en nourrice en France. En 1801, 49 % des bébés sont envoyés en nourrice, et ce pourcentage reste élevé en 1869 (41 %). Ces taux d'envoi en nourrice ainsi que les taux d'abandon sont associés à des taux de mortalité élevés.
Ces abandons et ces envois en nourrice sont souvent corrélés à la pauvreté et au prix des denrées alimentaires de base, comme à Limoges entre 1740 et 1780 où le taux d'abandons triple, fortement corrélé au prix des céréales. Il s'agit également souvent d'enfants illégitimes abandonnés par leur mère qui n'a pas les moyens d'élever un enfant seule et hors mariage, et qui craint l'ostracisme social alors associé à cette situation. De plus, les enfants illégitimes sont plus nombreux chez les femmes pauvres. Les taux d'enfants illégitimes augmentent à la fin du XVIIIe siècle.
Les enfants légitimes abandonnés dans les orphelinats sont souvent réclamés par les parents quelques années après. Souvent, l'enfant est mort. Comme l'envoi en nourrice est une pratique courante, l'envoi en orphelinat peut être considéré comme un envoi en nourrice aux frais de l'État ou des charités. Ainsi à Milan entre 1840 et 1850, 13 000 enfants sont réclamés après plus de deux ans de placement en orphelinat, soit trois quarts des enfants placés,.
Tandis que dans certains pays l'envoi en nourrice est le privilège des familles aisées, en France au contraire, ce sont surtout les femmes qui travaillent dans l'artisanat et les commerces qui y recourent. Par exemple les femmes travaillant dans l'industrie de production de soie ne peuvent pas veiller sur les jeunes enfants, et la saison des récoltes de vers à soie correspond à une mortalité infanto-juvénile accrue. Ce système économique de nourrices (elles-mêmes pauvres) prenant soin des enfants dont les mères travaillent, se développe au XIXe siècle pour disparaître tout à fait à la Première Guerre Mondiale.
La discrimination des fillettes est notable. Les filles sont plus négligées que les garçons dans la plupart des pays (le Portugal semblant être une des exceptions). Lorsque les abandons touchent les enfants légitimes, les filles sont beaucoup plus à risque d'être abandonnées que les garçons. La mortalité infantile selon les sexes est difficile à établir. Des écrits suggèrent que la naissance d'un garçon est souvent perçue comme source de joie, la naissance d'une fille comme une déception.

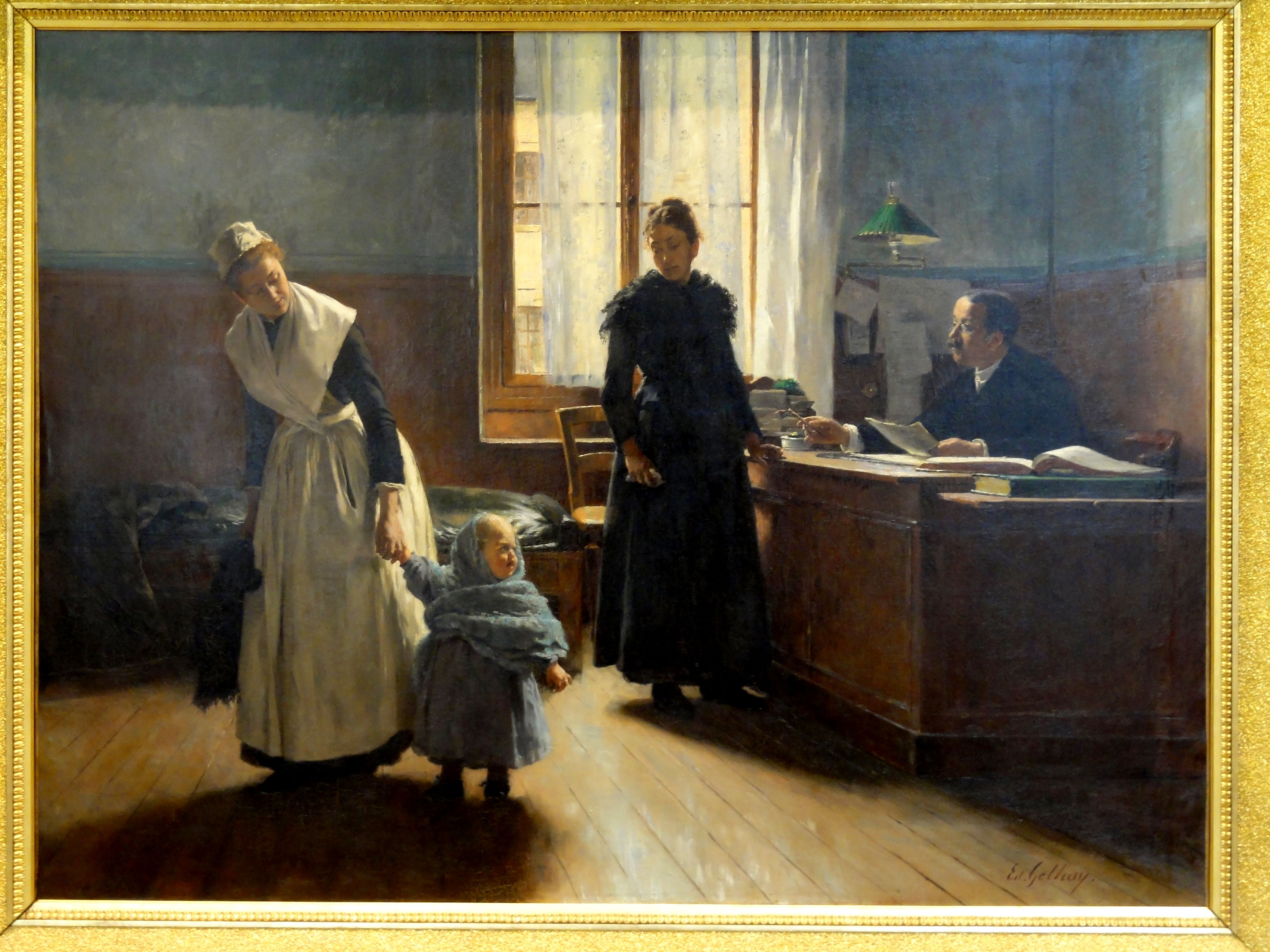
Aux enfants-assistés : L'abandon, Édouard Gelhay, France, 1886.
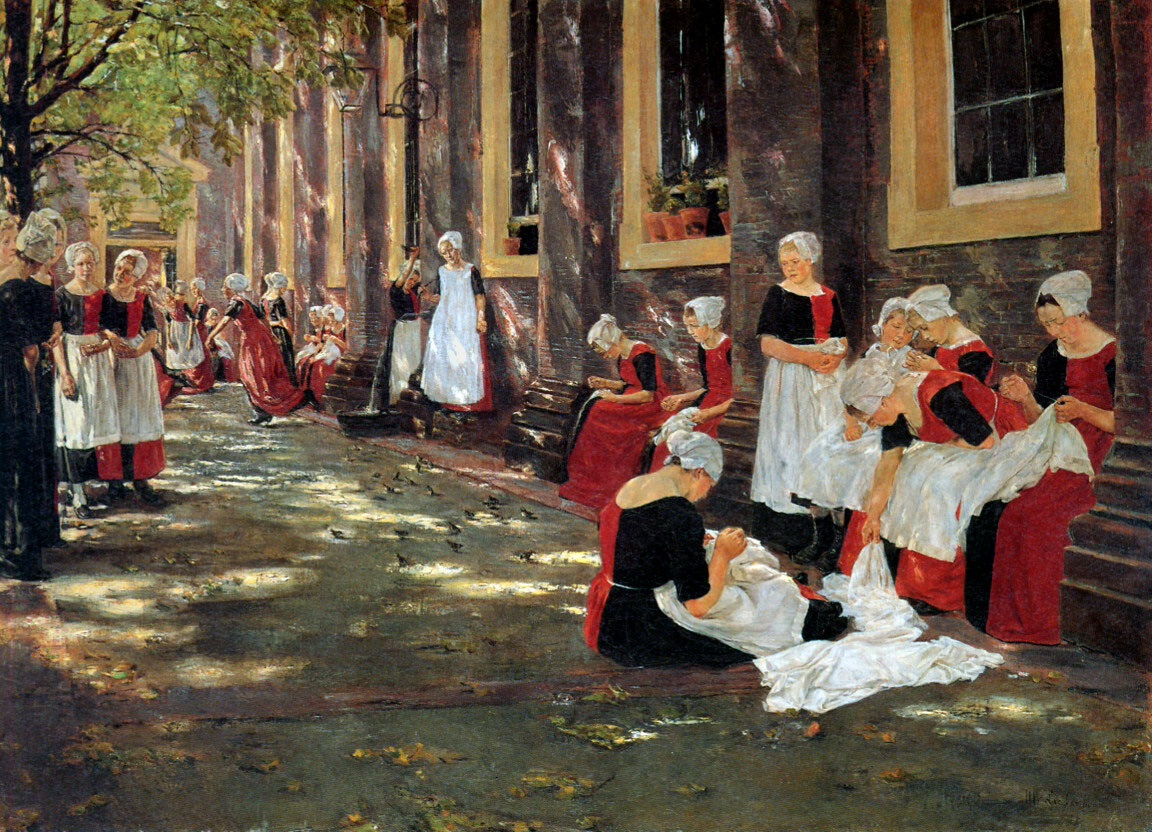
Moment de liberté dans un orphelinat d'Amsterdam, Max Liebermann, de 1881 à 1882.

### Amour parental et protection parentale

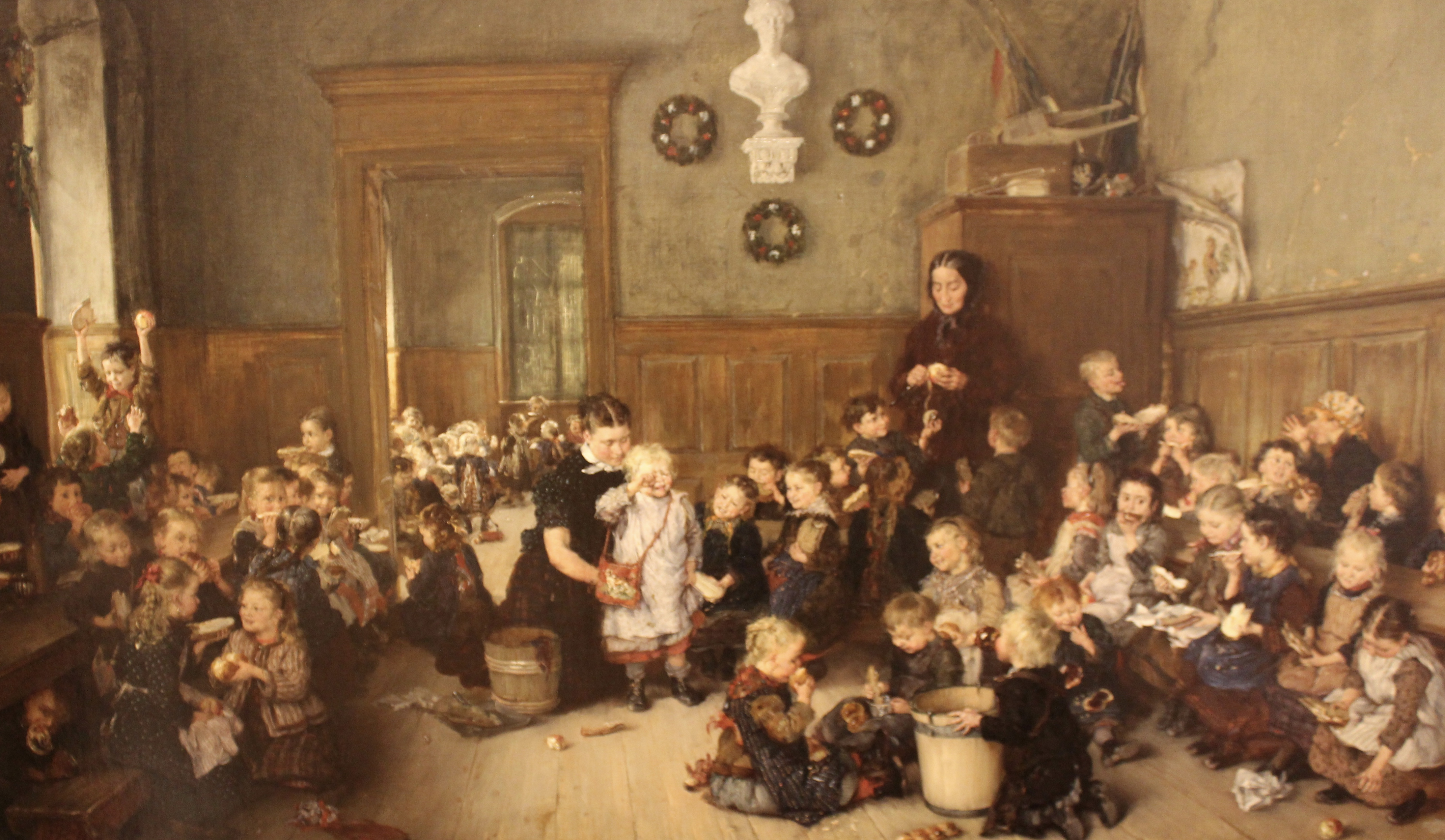
Jardin d'enfants à Weimar, Otto Plitz, 1877.

Malgré la dureté de la vie des enfants et les taux de mortalité élevés, l'amour parental et des indices de la protection parentale restent présents. Par exemple, lorsque des autorités à Paris veulent envoyer des adolescents en Louisiane ou au Mississippi pour peupler ces régions, les parents demandent et obtiennent leur libération. Les enfants de moins de 15 ans représentaient environ un tiers à la moitié de la population, c'est pourquoi il n'était pas possible économiquement d'envisager que les adultes seuls les soutiennent économiquement.

### Écoles

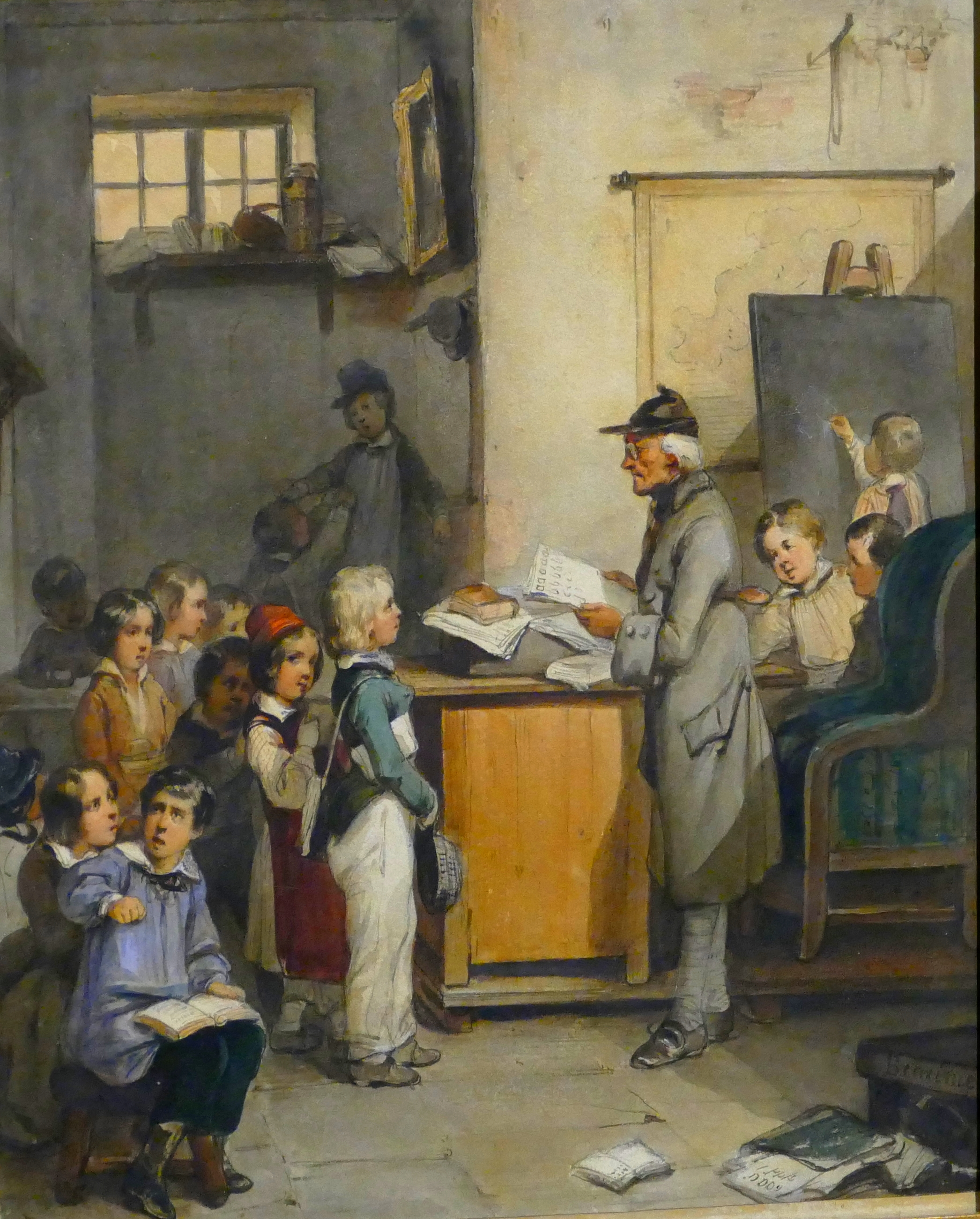
Une petite école, Joseph Beaume, vers 1830.
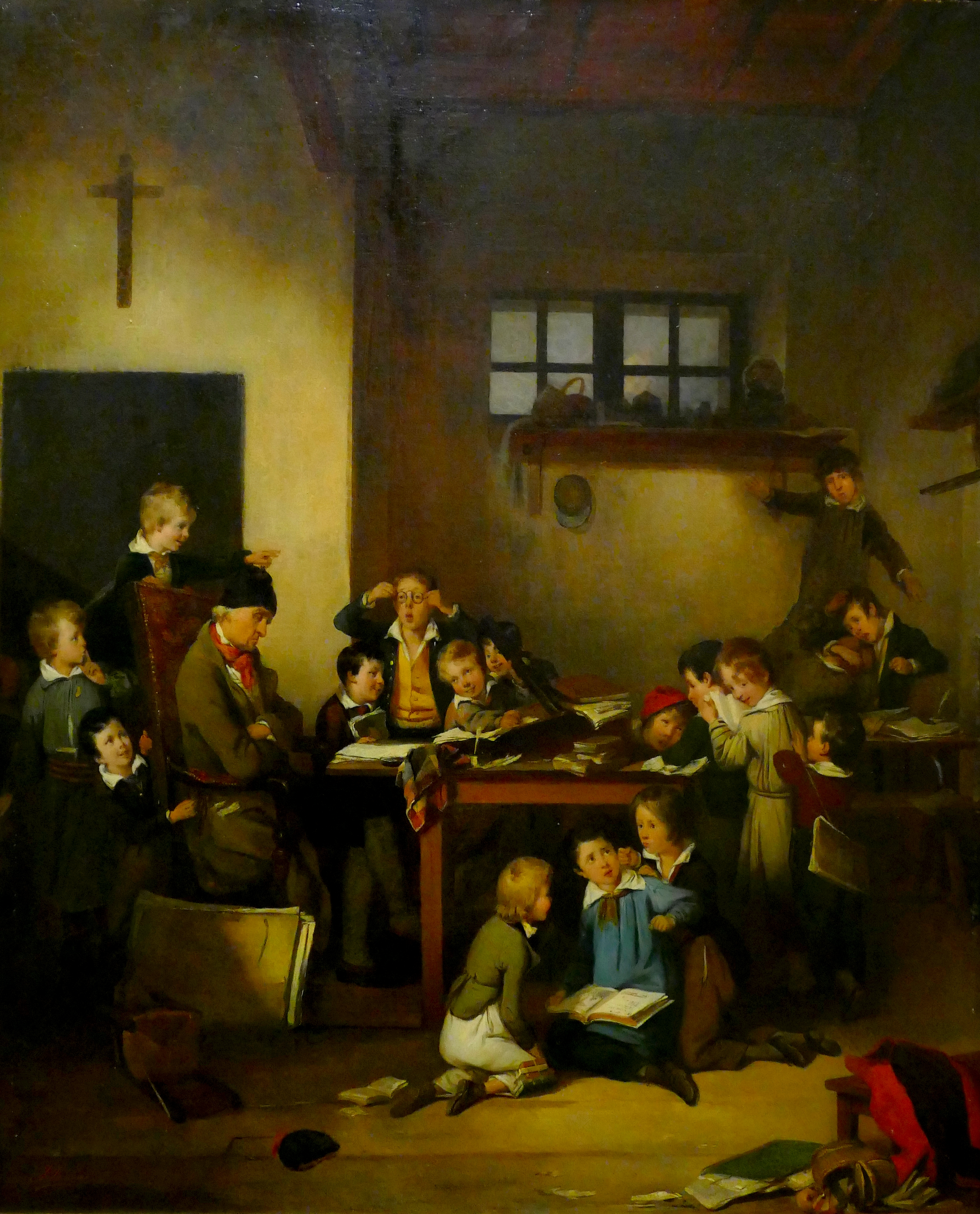
Le maître d'école endormi, Joseph Beaume, 1831.
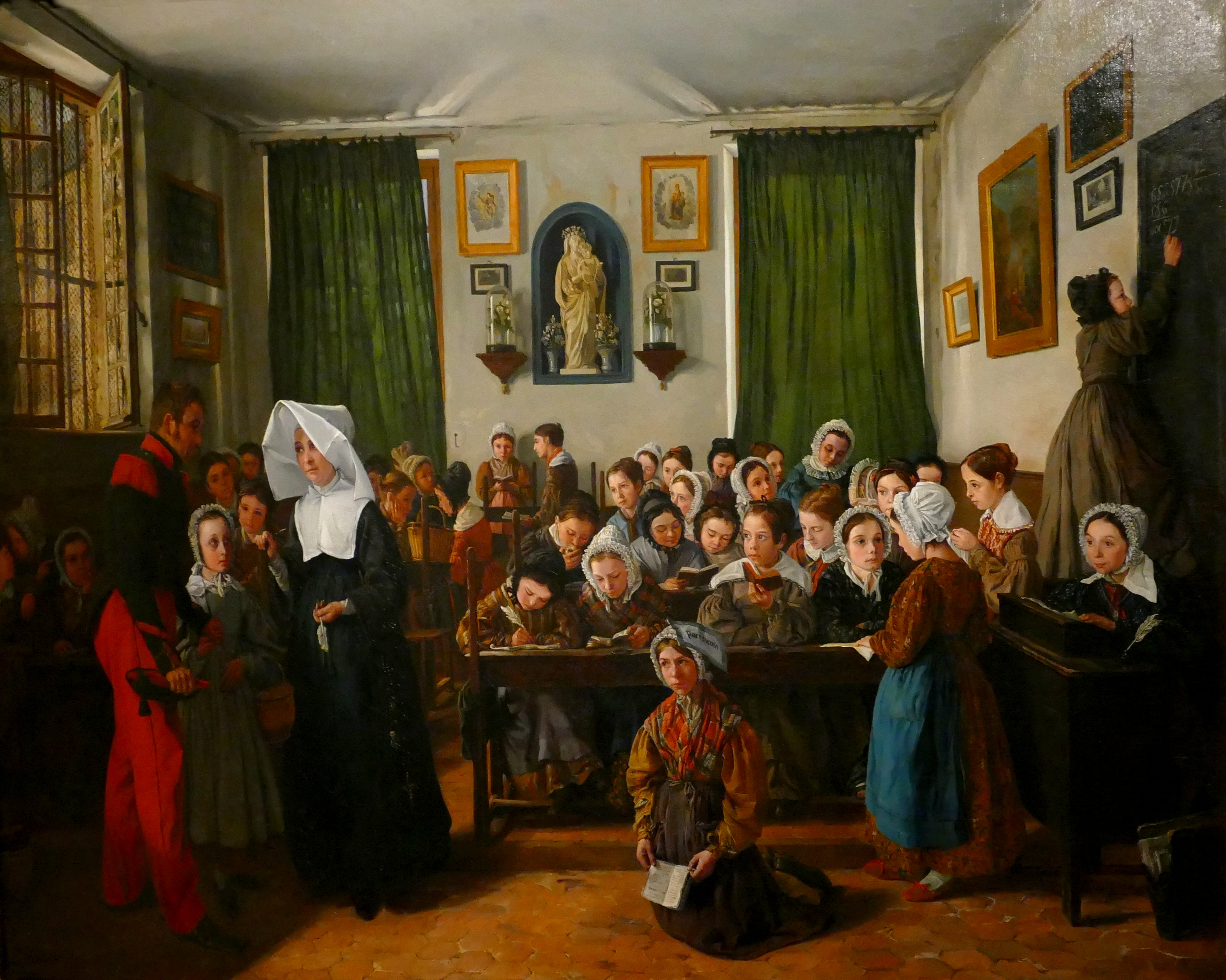
École chrétienne à Versailles, Antoinette Asselineau, 1839.
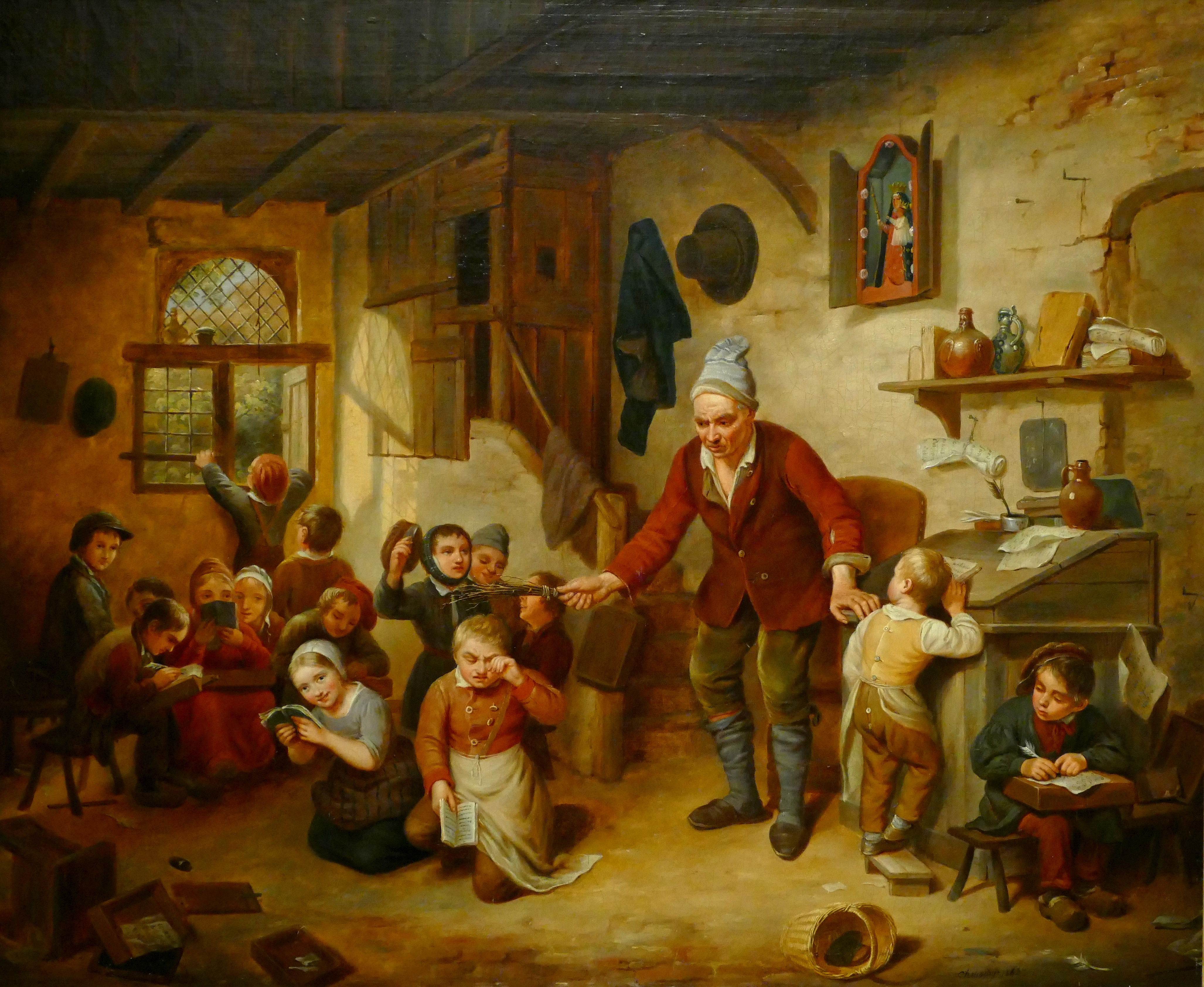
Scène de classe, Léopold Chibourg, 1842.
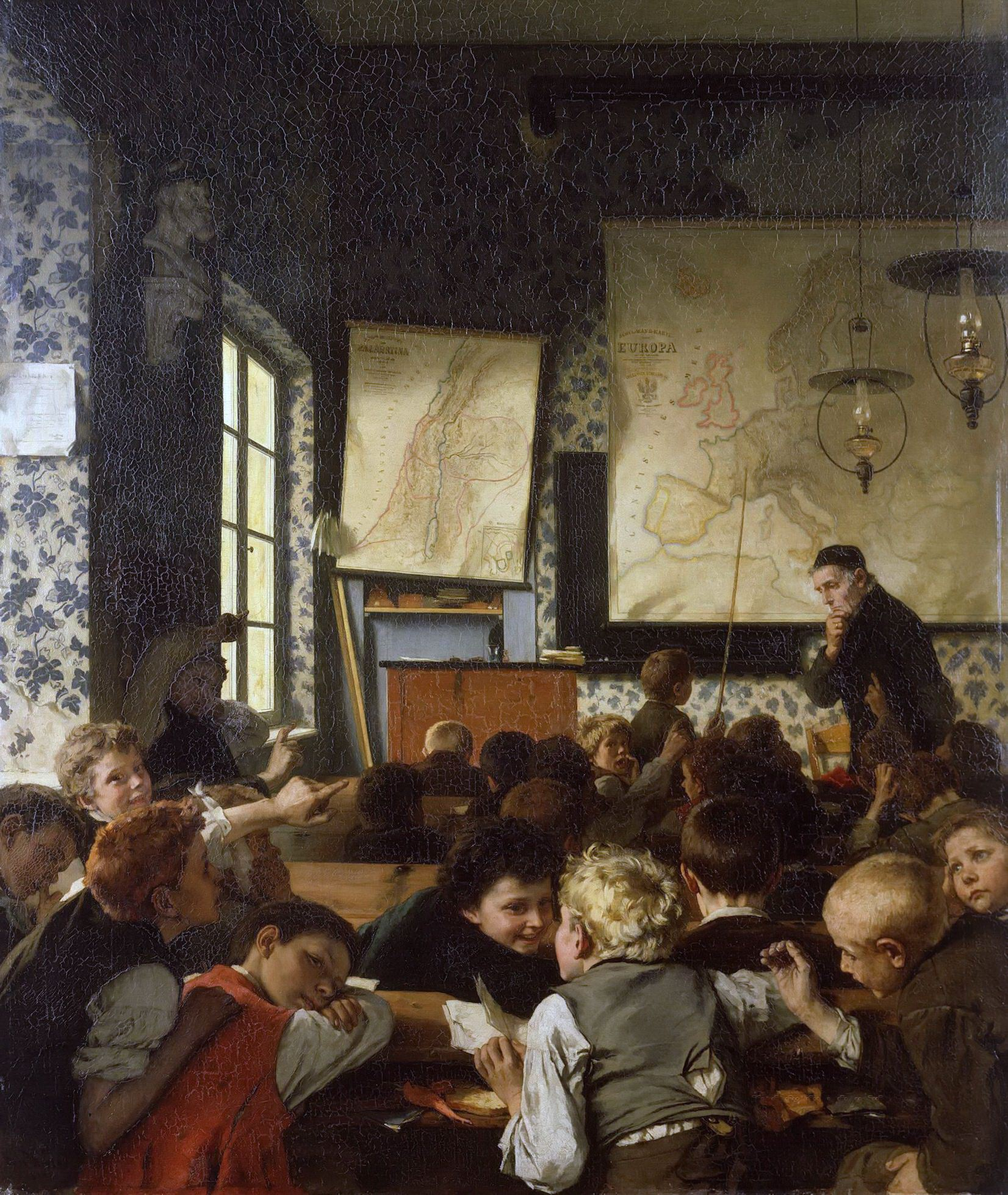
La jeune Allemagne à l'école, Carl Hertel, 1874.
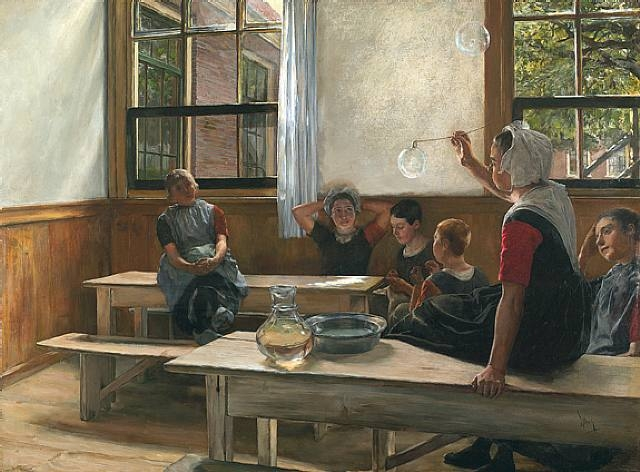
Enfants dans une salle de classe à Haarlem (Pays-Bas), Charles Frederic Ulrich, 1884.
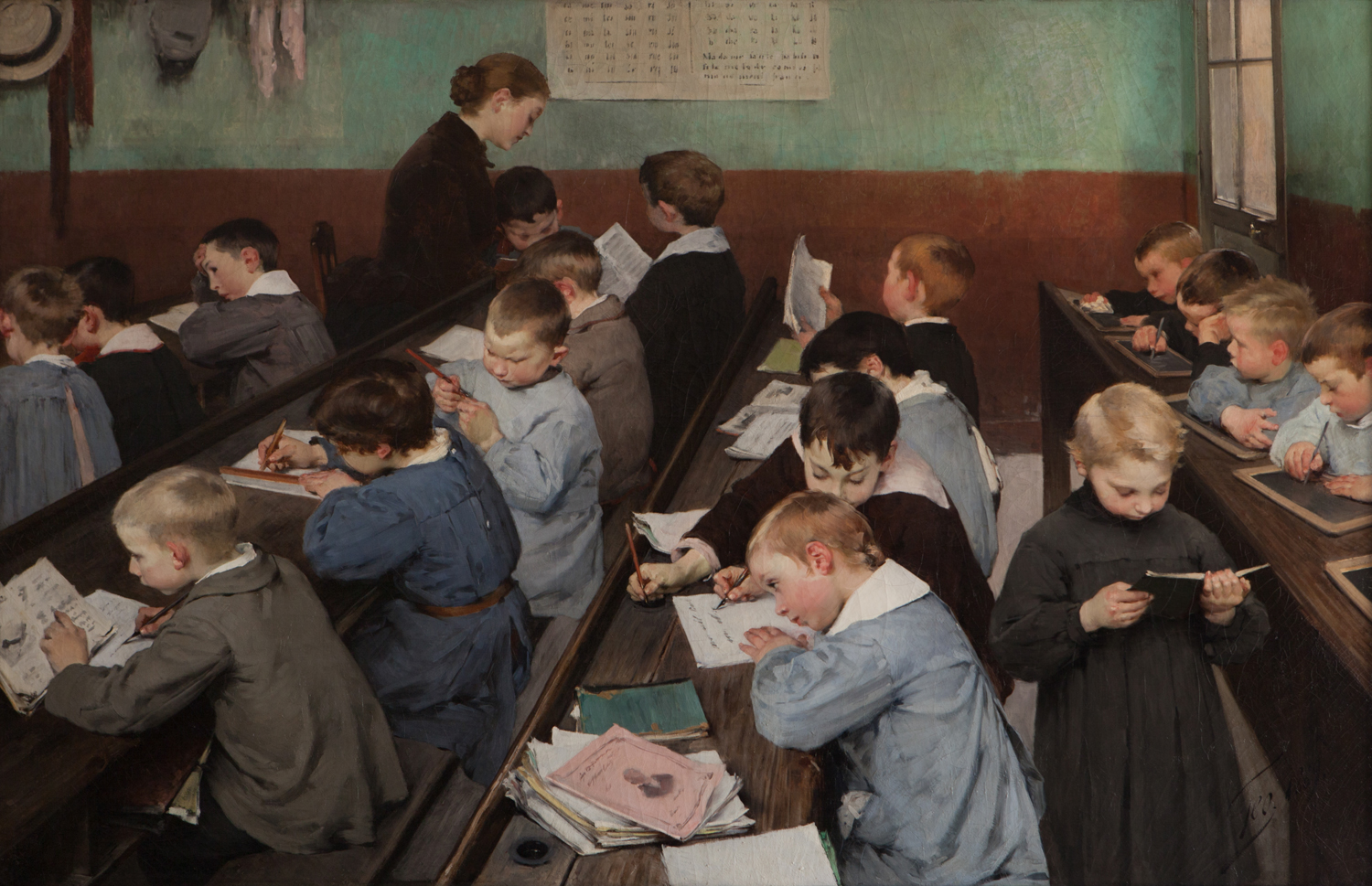
En classe, le travail des petits, Jean Geoffroy, 1889.
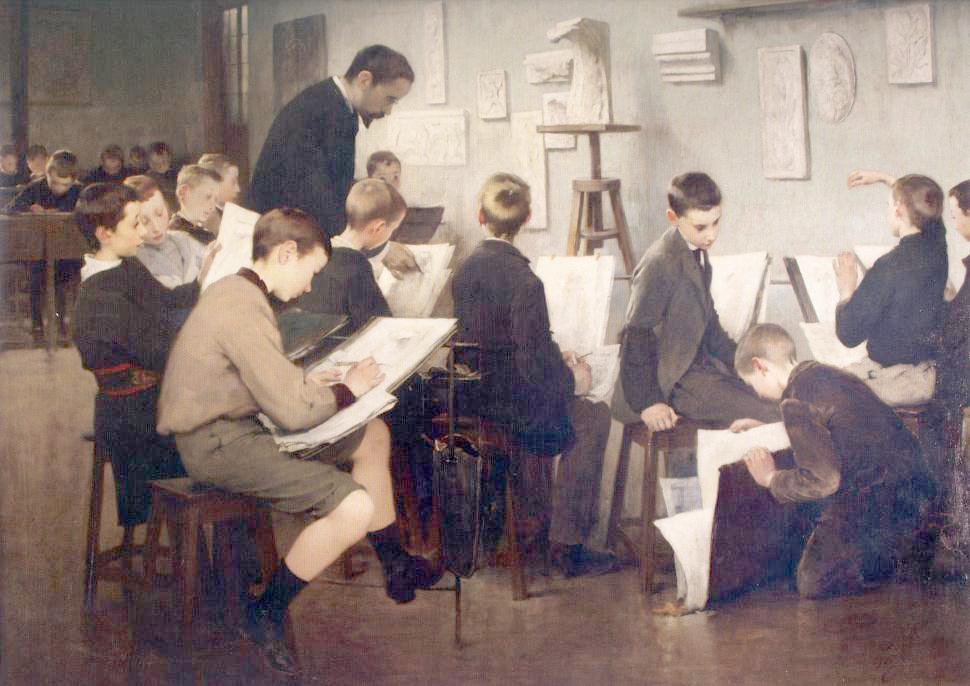
Une leçon de dessin, Jean Geoffroy, 1895.
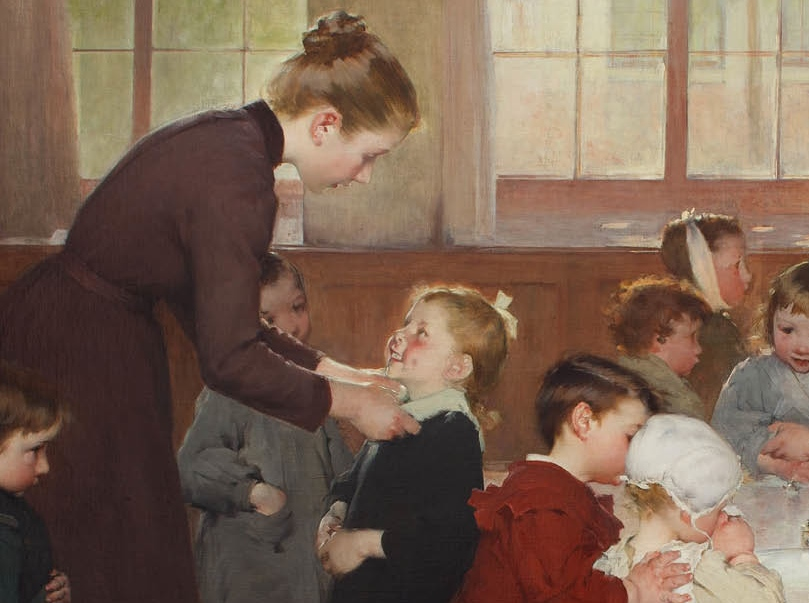
Dans l'école, Jean Geoffroy, vers 1900.
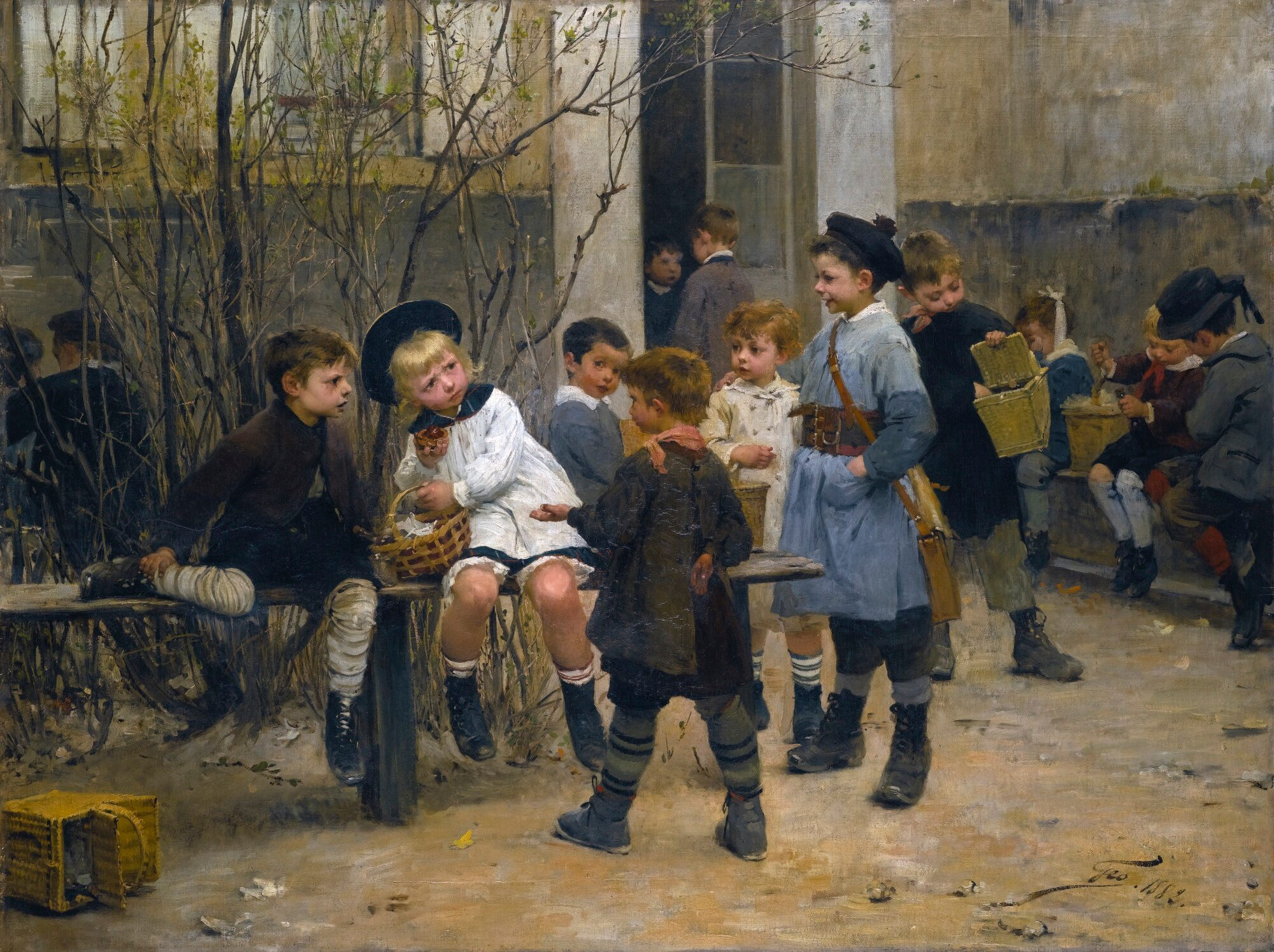
L'heure du goûter, Jean Geoffroy, 1882.

### Adolescents au foyer parental
Avec l'industrialisation, l'unité de production n'étant plus la famille, les adolescents restent plus souvent vivre au foyer parental. Avant cela, les enfants quittaient la maison à 14 ans pour effectuer apprentissage ou service dans une autre maison. Désormais, le travail rémunéré permet à l'adolescent de contribuer au budget de la famille. Par exemple, en 1850 en Angleterre et au Pays de Galles, un quart des garçons de 15 ans et plus de 40 % de ceux de 18 ans ont quitté le foyer parental. La tendance à rester au foyer familial durant l'adolescence plutôt que de partir est également observée chez les adolescentes (entre 1700 et 1860, les proportions de celles qui quittent le foyer chutent). Le jeune adulte quitte le foyer pour fonder sa famille en se mariant.

Le travail des enfants au XIXe siècle.
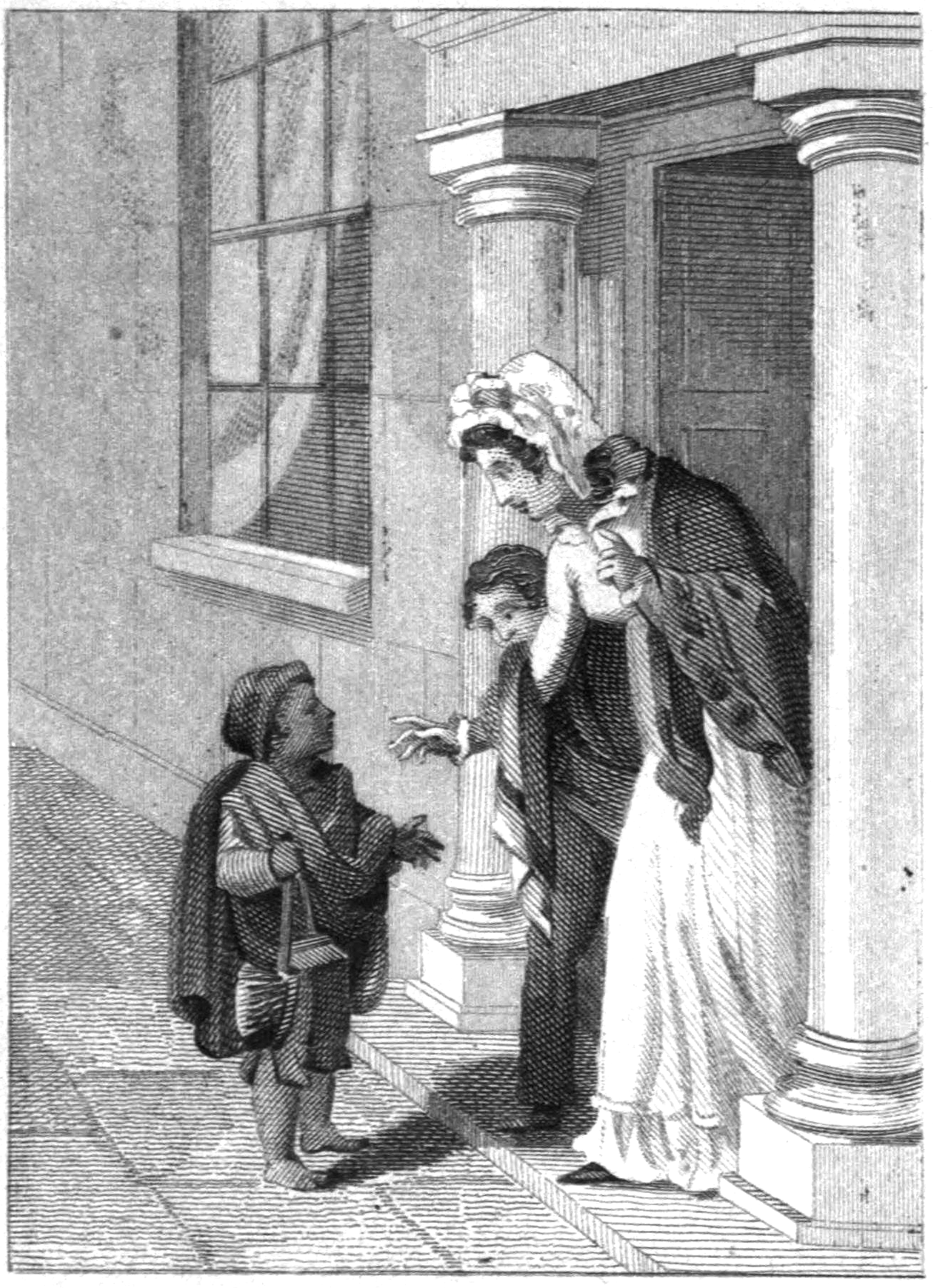
Enfant ramoneur de cheminées, gravure, auteur inconnu (1828).
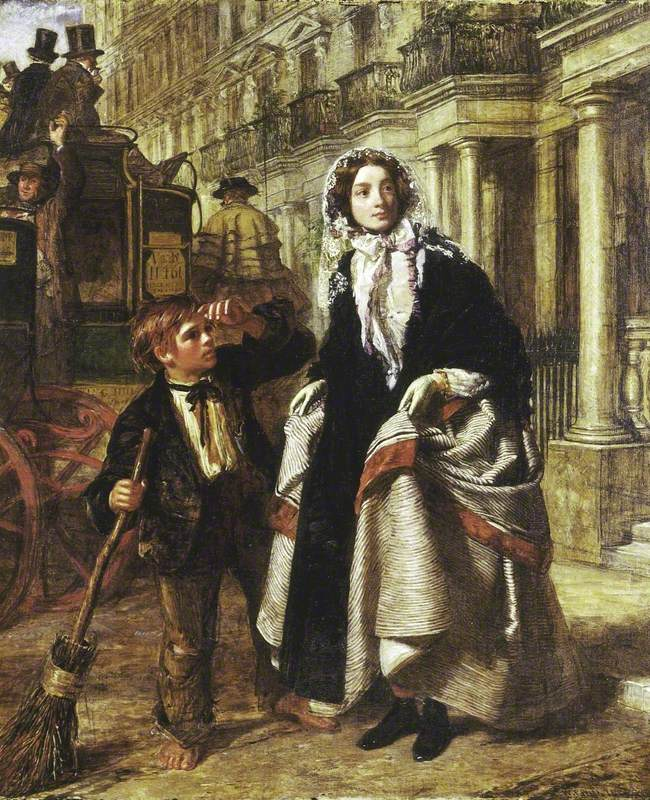
The Crossing Sweeper (un enfant pauvre balayant un passage et une femme riche), peinture de William Powell Frith (1858).
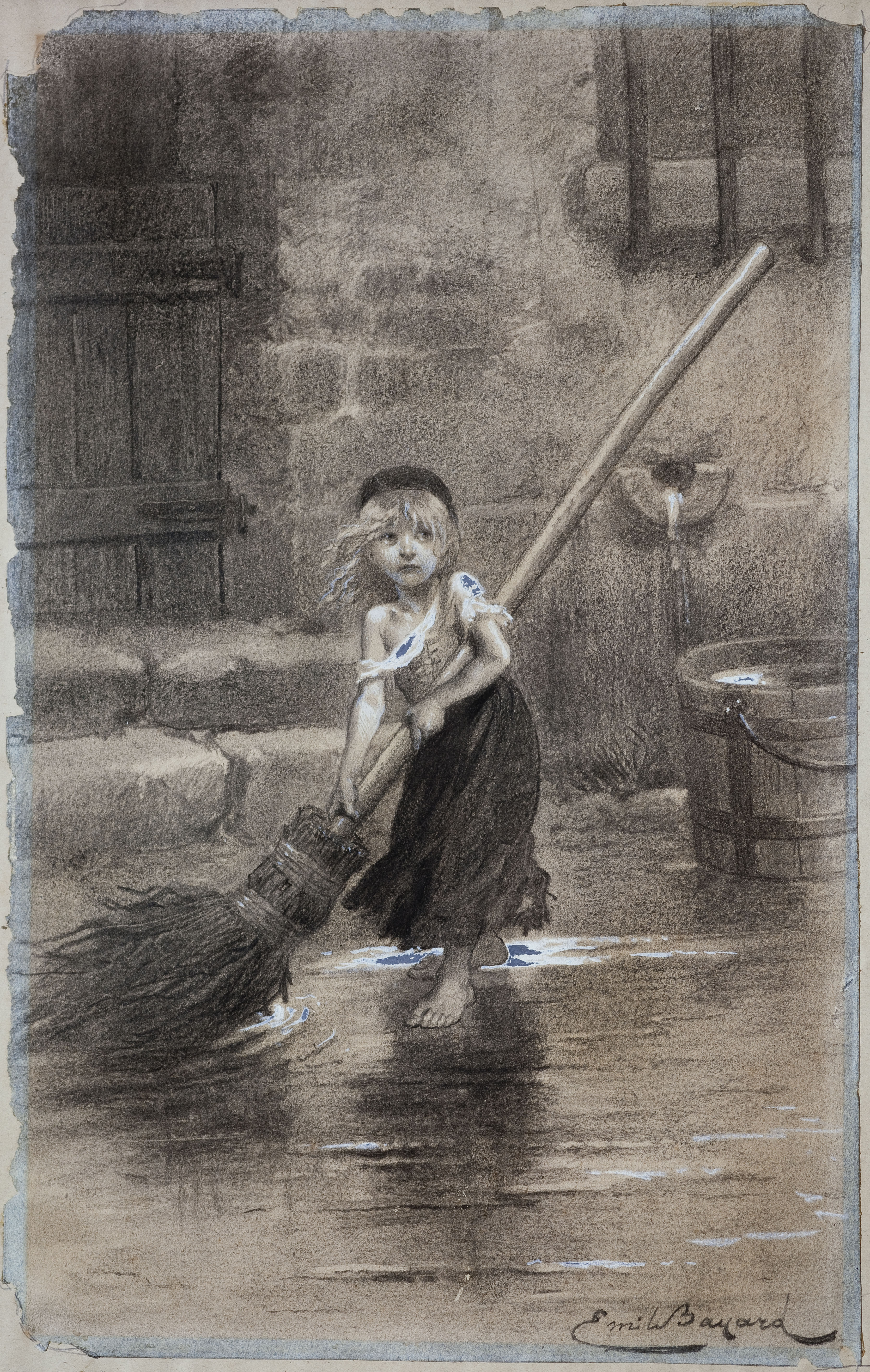
Cosette (Émile Bayard pour le livre Les Misérables de victor-Hugo (1862).
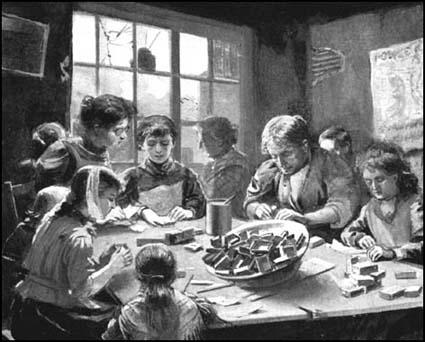
Fillettes fabriquant des allumettes au XIXe siècle au Royaume-Uni (1905).

### Théorie de l'évolution et ontogenèse
Sur le plan scientifique, la théorie de l'évolution porte un tout nouveau regard sur l'Homme. Pour la première fois, l'importance du milieu dans le développement est défendue. L’idée des transformations va se répandre dans toutes les sciences. Les étapes juxtaposées vont être reliées les unes aux autres. Chaque étape résulte des étapes antérieures. Ce n’est pas l’état final qui intéresse les évolutionnistes mais les étapes dans la transformation, afin de comprendre les mécanismes qui font passer d’une étape à une autre. Dans la perspective évolutionniste, la psychologie de l’individu en développement va prendre son essor, les transformations de l’enfant vont être au cœur des préoccupations. Le modèle courant, au XIXe siècle, est de comparer et lier l'étude du développement de l'homme (Ontogenèse) à celui de l'espèce (Phylogenèse). Ainsi Ernst Haeckel résume : « L’ontogenèse est une courte et rapide récapitulation de la phylogenèse ». Progressivement, au XIXe siècle, la place de Dieu va disparaître des explications scientifiques.

### La reconnaissance de la pédiatrie comme spécialité médicale
Dans le champ de la médecine, la pédiatrie commence à être reconnue comme discipline médicale spécifique avec la création de sociétés de pédiatrie (aux États-Unis en 1888, création de l'American Pediatric Society). Des chaires universitaires en pédiatrie sont créées (à Paris dès 1879, à Berlin en 1894).

## L'enfance au début duXXesiècle

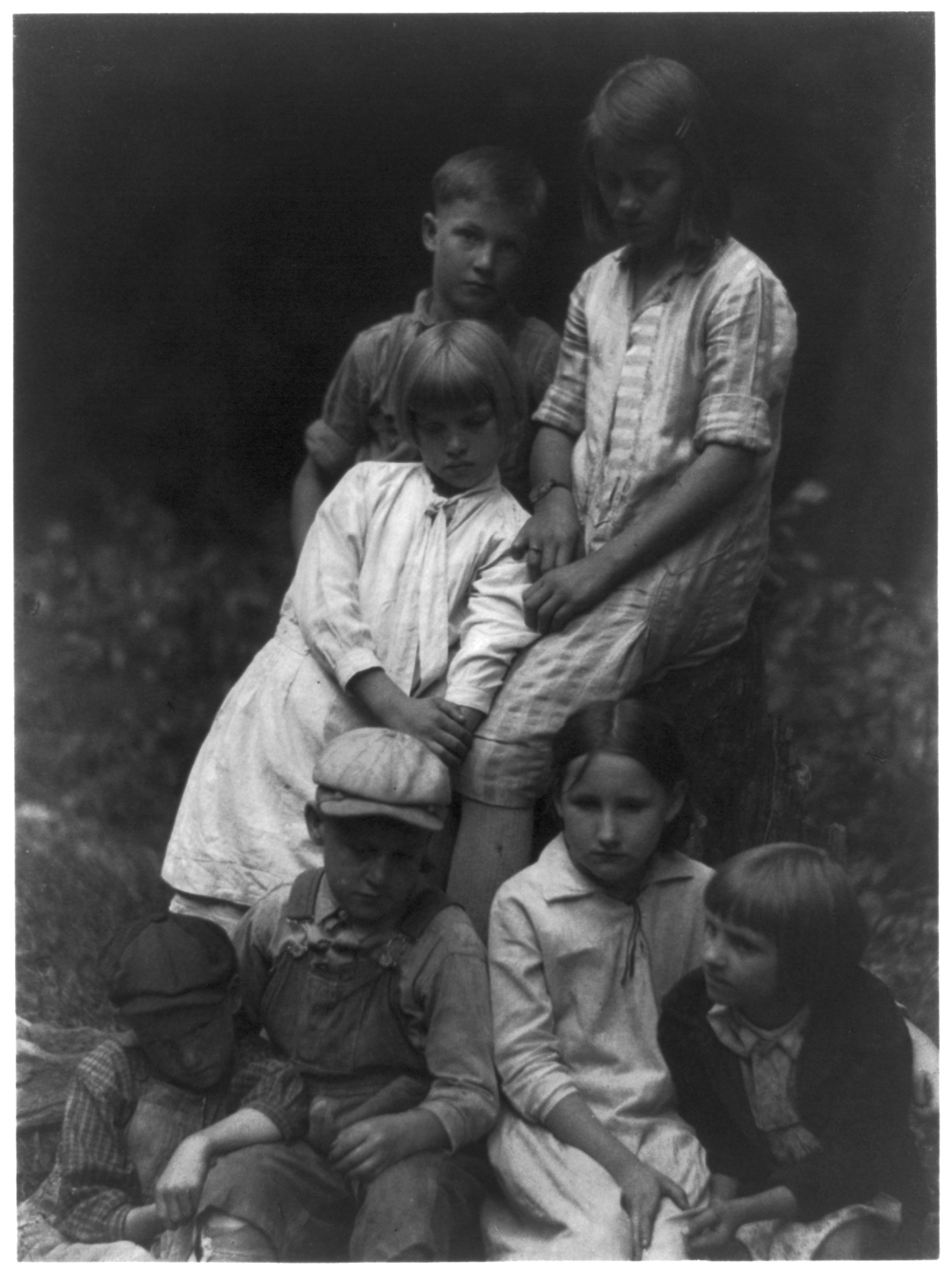
Groupe de 7 enfants, par Doris Ulmann, circa 1930

### Le «siècle de l'enfant»?
En 1900, la féministe Ellen Key publie un livre intitulé Le siècle de l'enfant, titre inspiré d'un drame, The Lion's Whelp, dans lequel un personnage déclare que le XXe siècle sera le siècle de l'enfant, tout comme le XIXe siècle fut celui de la femme. Le livre de Key représente la vision de l'enfance du XIXe siècle : les adultes veulent sauver les enfants, dont les conditions de travail sont comparées à celles de l'esclavage. Ils espèrent surtout, en améliorant le traitement des enfants, résoudre les trois grands maux de la société, que sont, selon Key, le capitalisme, la guerre et le christianisme. Ce livre devint un best-seller et l'expression « siècle de l'enfant », pour désigner le XXe siècle se popularise aux États-Unis à la suite de cette publication. Au début du XXe siècle se répand l'idée que l'enfance doit être protégée, rester l'enfance, et que les enfants ne doivent pas entrer dans le monde adulte trop tôt.

### Émergence des experts de l'enfance
Cette époque marque un apogée dans la croyance que la science peut offrir une solution pour une meilleure enfance.

Des normes pour le développement staturo-pondéral de l'enfant se développent. Les services de médecine scolaire, mis en place, vers 1870 à New York, puis à Bruxelles, en Suède et à Paris, prennent forme dans les années 1890 et se répandent dans le reste du monde occidental au début du siècle. Suivent les dentistes scolaires, infirmières scolaires et la restauration scolaire subventionnée. 
Au début du XXe siècle, grâce aux théories évolutionnistes, la psychologie génétique et la psychologie de l’enfant sont munies d'outils conceptuels pour rendre compte du développement de l'enfant. Elles héritent de la représentation de l'évolution des espèces, des races, des sociétés et de celle de la différenciation des fonctions mentales au cours du développement. L'enfance est inscrite dans le cours du temps de la vie : l'émergence des comportements et/ou des conduites résulte des organisations antérieures. Ainsi l'acquisition du langage chez l'enfant intéresse désormais l'anthropologue et l'étude de l'éthologie (de la communication animale par exemple) intéresse le psychologue.
Le mouvement amorcé au XIXe siècle s'amplifie rapidement et touche la population non scientifique, non seulement parce que les théories évolutionnistes remettent en cause les théories créationnistes mais aussi à cause de la diffusion de l'enseignement et des besoins d'orientation professionnelle dans l'industrie[réf. nécessaire].
La psychologie de l’enfant est essentiellement appliquée à l'éducation : les grands noms de la psychologie de l’enfant sont, à cette époque, essentiellement des pédagogues : Alfred Binet en France, Édouard Claparède en Suisse, Ovide Decroly en Belgique, Maria Montessori en Italie, etc.
Plusieurs approches de l'étude des comportements et des psychopathologies émergent : Sigmund Freud et la psychanalyse, Ivan Pavlov et la réflexologie, John B. Watson et le behaviorisme. À la méthode d'observation directe utilisée au siècle précédent (monographies), de nouvelles méthodes s'ajoutent : les méthodes cliniques, les méthodes expérimentales, les questionnaires, les tests. La psychométrie se développe avec les premiers tests mesurant l'intelligence, qui sont développés pour les populations d'âge scolaire. La méthode expérimentale qui a permis à la Psychologie d'accéder à un statut scientifique qu'Auguste Comte lui avait refusé est utilisée pour étudier l’enfant. C'est à cette époque qu’apparaissent les premiers travaux spécifiques à la psychologie de l'adolescent. La psychanalyse altère l'image d'innocence de l'enfance développée par le Romantisme, en faisant l'hypothèse d'une sexualité chez l'enfant. L'idée qu'un traumatisme psychologique précoce peut altérer le cours du développement et la vie future de l'adulte se développe et est acceptée par le public non-scientifique. L'enfance reçoit alors de plus en plus d'attention de la part des experts et des parents qui recherchent de plus en plus fréquemment l'avis d'experts pour ajuster leurs conduites parentales, éviter à leurs enfants de possibles traumatismes ou maximiser leur potentiel.
La prévention de la délinquance juvénile prend également naissance au début de XXe siècle.
L'anxiété parentale s'accroît énormément. Les parents deviennent conscients de l'impact de la jeune enfance sur l'avenir de leur enfant ; cependant les conseils qu'ils reçoivent se contredisent. Les experts publient des conseils aux parents dont l'appétit pour ce type de littérature est énorme. Or les conseils des experts sont contradictoires. Les béhavioristes, influents dans les années 1920, encouragent les parents à traiter leurs enfants de manière moins sentimentale et plus scientifique. Le courant psychanalytique critique fortement cette approche, comparant les méthodes béhavioristes au fascisme, et mettant en garde contre le danger de ne pas prendre en compte les désirs et émotions des enfants.

### Chute de la mortalité infantile
Dans presque tous les pays, la mortalité infantile commence à décroître et continuera de décroître tout au long du XXe siècle. La mortalité infantile est d'environ 100 à 250 pour 1 000 naissance dans les pays d'Europe en début de siècle. Elle passe au-dessous des 100 pour 1000 pour 23 pays européens en 1950. Ce chiffre est de 20 à 30 pour mille en 1975 pour la plupart des pays européens. En fin de XXe siècle, la mortalité à la naissance est de 7 pour 1000 aux États-Unis et de 11 en Europe (Cf. Liste des pays par taux de mortalité infantile).
Ces taux de mortalité se sont accompagnés d'un déclin extraordinaire de la fertilité, résultant du fait que les parents peuvent à cette époque espérer que leur enfant atteindra l'âge adulte, et que les progrès médicaux mènent à la création de contraceptions efficaces. L'impact sur la structure de la famille est le plus important jamais observé dans l'histoire : les fratries sont moins nombreuses, les enfants ont donc moins de frères et sœurs et leurs âges sont plus proches (aux siècles précédents, il n'était pas rare d'observer 20 ans de différence entre l'aîné et le cadet et nombre de frères et sœurs décédaient durant l'enfance).

### Scolarisation obligatoire
La scolarisation des enfants, de 5-7 ans à 14 ans, devient la norme dans tous les pays européens au cours du XXe siècle. Les gouvernements s'assurent que les enfants soient scolarisés le plus longtemps possible. L'enfance se prolonge ainsi, puisque les jeunes se considèrent comme des enfants et sont traités comme des enfants lorsqu'ils sont scolarisés.

## L'enfance du milieu à la fin duXXesiècle
Les législations contre la cruauté envers l'enfant sont de plus en plus nombreuses : elles sont mises en place dans le but de protéger les intérêts des enfants, mais aussi ceux de la société du futur. Les études de John Bowlby sur l'hospitalisme ont en effet démontré que des troubles précoces ont des répercussions importantes sur la personnalité et la santé mentale des adultes. De ces études, il ressort qu'il est préférable que des enfants restent dans leur famille, même si leur famille est une « famille à problème ». Aider l'enfant ne consiste plus à l'éloigner de sa famille mais consiste au contraire à aider sa famille. Ajouté aux découvertes des sévices dont les enfants sont victimes dans les institutions, dans les années 1960 et 1970, la mise en institution d'enfants (orphelinats, internats) diminue.

### Extermination des enfants durant les guerres duXXesiècle

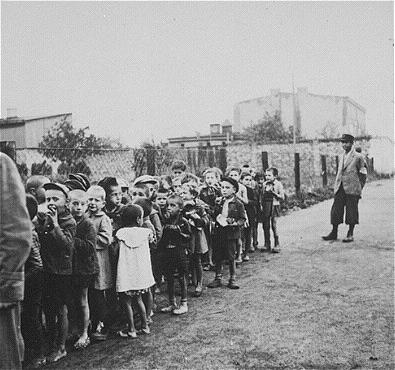
Rafle d'enfants conduits en déportation : seulement 11 % des enfants juifs survivent à la Shoah.

Après la Première Guerre Mondiale, la vulnérabilité des enfants devient apparente en Europe de l'Est, menant à la création d'instances internationales pour tenter de protéger les enfants durant les guerres (en particulier Save the Children).
Cependant le pire épisode de discrimination et d'extermination d'enfant se produisit pendant la Seconde Guerre mondiale envers les enfants juifs en Allemagne nazie et dans les pays occupés (Enfants pendant la Shoah). Les enfants juifs sont d'abord discriminés, avant l'entrée en guerre. Puis ils sont isolés de leurs parents, en fuite avec ou sans leurs parents, traqués. Beaucoup meurent de faim et de maladies associées à la malnutrition. Beaucoup sont envoyés en convois vers les camps de concentration nazis pour y travailler et pour y être tués dans des chambres à gaz. La publication du journal d'Anne Frank après la guerre permet de comprendre les sentiments d'une enfant vivant avec sa famille dans la clandestinité et dans la peur d'une arrestation durant cette période. Seulement 11 % des enfants juifs survivent à la Shoah (également appelé Holocauste).

### Pouvoir accru des enfants sur leurs parents et anxiété parentale
Après la Seconde Guerre mondiale, la vision du XXe siècle comme le « siècle de l'enfant » est éclipsée. Aux États-Unis, des auteurs déplorent que l'enfance n'existe pas (ou plus) aux États-Unis. La situation en Europe est différente, et les enfants y sont élevés de manière plus protégée et plus respectueuse des adultes.
La naissance de nouveaux médias, la télévision tout d'abord, puis l'internet, augmente d´autant plus les peurs adultes d´une enfance devenant de plus en plus corrompue. Ces peurs ne sont pas nouvelles et sont apparues auparavant dans l'histoire de l'enfance à propos de certains livres ou certaines histoires par exemple (voir ci-dessous).
À ces peurs s'ajoutent de grands changements dans les styles parentaux : les parents sont de moins en moins autoritaires envers leurs enfants, usant de styles plus démocratiques envers eux que les générations précédentes. Les parents donnent beaucoup plus à leurs enfants (par exemple on donne à l'enfant un reste de nourriture qui autrefois serait allé au père de famille). Les enfants reçoivent de l'argent de poche sans forcément faire un travail et jusqu'à un âge avancé.
Les enfants deviennent des consommateurs et des moyens de consommation (de nombreuses publicités montrent des images d'enfants). Les enfants ont de plus en plus d'impact sur les achats de leurs parents et le choix des jouets que ceux-ci leur offrent. La sociologue américaine Viviana Zelizer décrit ces changements comme une sacralisation de l'enfance.
La fin du XXe siècle et le début du XXIe siècle semblent indiquer une tendance à une anxiété parentale accrue. Cette anxiété semble débuter au XVIIIe siècle, depuis que l'enfant n'est plus seulement vu comme des âmes à sauver, mais où la vision de l'enfance change sous l'influence de Locke, Rousseau et des Romantiques. Depuis lors, les conceptions s'opposent quant aux manières d'élever les enfants, mettant l'accent sur leur entraînement et leur éducation (Locke, les béhavioristes) ou comparant l'enfant à une graine dont il faut respecter la nature pour lui permettre de se développer harmonieusement (Rousseau).

### Droits de l'enfant et protection de l'enfance accrus
À la fin du XXe siècle, les enfants ont des droits presque équivalents à ceux de l'adulte. En 1989, avec la Convention des Nations unies sur les droits de l'enfant, leurs droits ne sont plus seulement d'être protégés mais également d'être écoutés et de pouvoir donner leur opinion dans des décisions qui concernent leur vie,. Ainsi, à la fin du XXe siècle, l'apparition et la prise en compte de la « notion de l'intérêt de l'enfant » confirme les progrès, très lents, qui ont amené à la reconnaissance de l'enfant tel un individu libre,,. Cette lente reconnaissance, ou « découverte », révèle que l'histoire de l'enfance serait étroitement associée à une « histoire de la liberté ».

## L'enfance en début deXXIesiècle
Selon l'historien Hugh Cunningham, tandis que le Romantisme a idéalisé l'enfance et qu'au début du XXe siècle, les parents tentaient de prolonger l'enfance et sa dépendance envers l'adulte puisque cette période était considérée comme innocente et heureuse, il est possible que le mouvement s'inverse vers la fin du siècle pour revenir à des normes historiques antérieures : la diminution du contrôle parental, le pouvoir accru des enfants et adolescents ressemble à un retour aux normes historiques qui prévalaient, et dans lesquelles les enfants avaient accès au monde adulte dès leur plus jeune âge et entraient dans le monde adulte dès 14 ans. Les différences sont cependant que le contrôle parental des activités de l'enfant et les soucis des adultes envers les enfants est bien plus élevé que par le passé ; et que l'âge de 14 ans ne correspond plus à l'entrée dans le monde du travail. La période de l'adolescence devient alors chargée de nouveaux problèmes et devient la source de nouveaux types de conflit entre l'enfant et ses parents.

## Modèles d'âge de la vie et définitions de l'enfance selon les époques
La notion d'enfant et d'enfance n'est pas universelle et varie donc selon les époques et les régions du monde.
Dans les langues modernes Européennes, l'enfance emprunte au grec et au latin sa terminologie. Le mot grec pais donne le mot français « pédiatrie ». Le mot latins infant (qui signifie « qui ne parle pas ») donne en français « enfant », « enfantin » et « infantile ». Infant, en anglais, signifie bébé ou nourrisson. Le mot latin puer ou puri (« pur », car il n'a pas encore de poils ni de barbe) donne « puérile » (puerile en anglais). Or ces mots ne correspondent pas, en grec ou en latin, à des âges précis (d'ailleurs, un esclave adulte est nommé pais).

### Âges de la vie au Moyen Âge
Les âges de la vie sont souvent présents dans la littérature médiévale mais ils varient beaucoup, de trois à douze étapes, le nombre de sept est le plus souvent utilisé au Moyen Âge tardif. Ces âges de la vie distinguaient :
- infantia : les 7 premières années de la vie ; il semblerait que les enfants de cet âge sont élevés surtout par les mères et qu'une grande liberté leur est donnée. Ils sont élevés parmi les adultes.
- pueritia : de 7 ans à 12 ans pour les filles, de 7 à 14 ans pour les garçons ; les enfants doivent être éduqués, par leur père pour les garçons, par leur mère pour les filles ; les enfants débutent aux côtés de leur parent leur apprentissage du métier. Seule une minorité d'enfants est envoyé à l'école.
- adolescentia : le jeune de 14 ans à 21 ans ou au milieu de la vingtaine.
- iuventus : du milieu de la vingtaine vers 50 ans.

Les modèles présentant trois âges de la vie reprennent ceux d'Aristote : l'âge où l'homme grandit, celui où il est à son sommet dans la vie, puis le déclin.
Les modèles présentant quatre âges de la vie les font correspondre aux quatre saisons et aux quatre éléments. Ainsi, Bède (725) décrit l'enfance comme le printemps, le sang étant alors à l'apogée de sa force (c'est une vision positive de cette période). D'autres modèles décrivent cette première période comme se terminant vers l'âge de trente ans.
À partir du XIIe siècle, la littérature fait apparaître sept âges de la vie, influencés par l'astrologie. L'infantia correspond à la Lune, l'enfance à Mercure, etc.. Ces sept étapes sont mentionnées dans un vers de Shakespeare (As you like it). On retrouve ces étapes dans des peintures. Dans une fresque de la Tour de Longthorpe (Royaume-Uni, vers 1330), les sept étapes de la vie sont représentées par une courbe montante (infant, puer, puis adolescens) qui atteint son apogée à l'âge juvenis, puis descend (senior, senex et decrepitus).
Au Moyen Âge, c'est la période du milieu de la vie, qui semble le plus souvent être présentée comme la meilleure partie de la vie.

Les âges de la vie représentés au Moyen-Âge
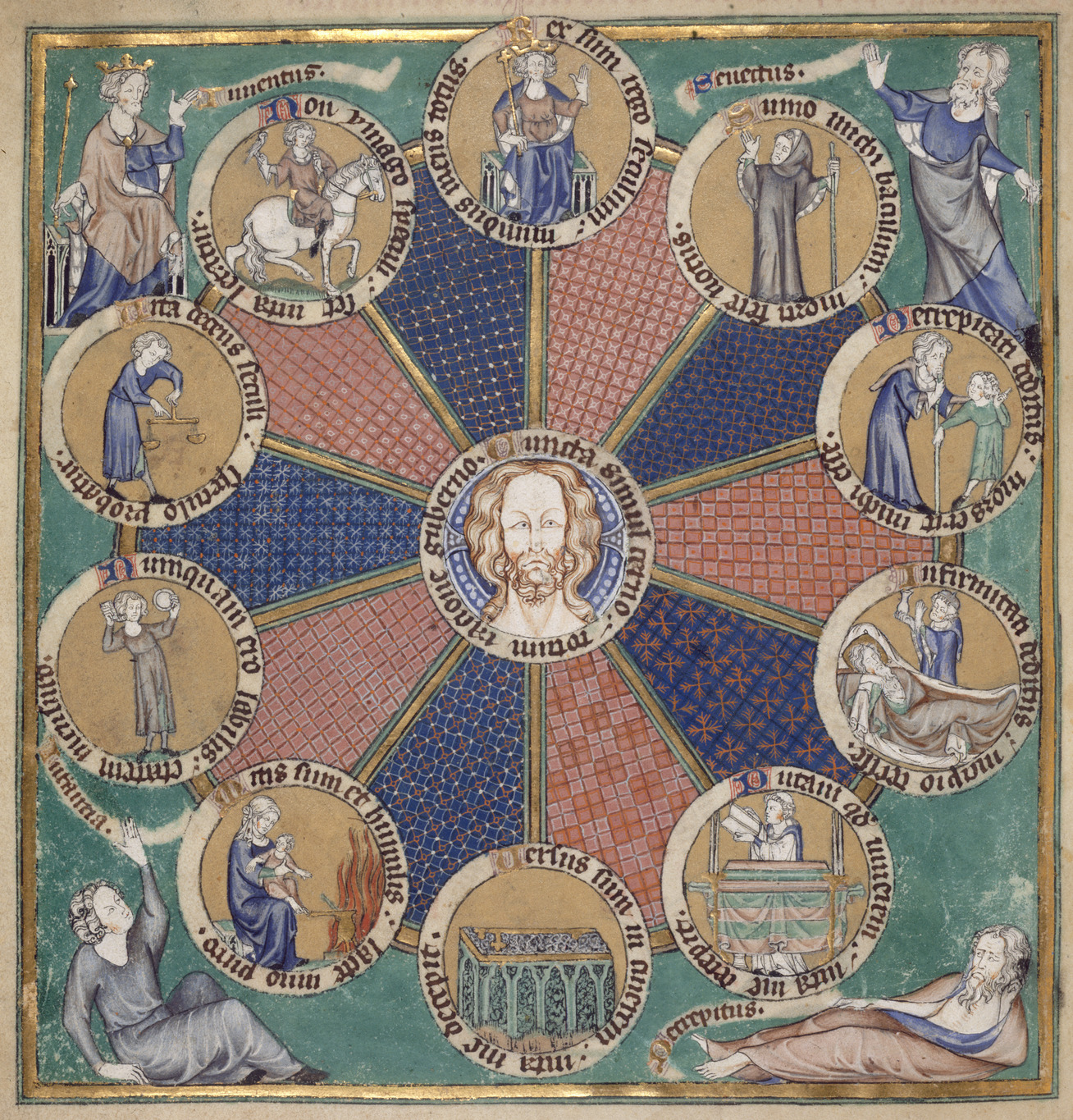
Roue des dix âges de la vie, Psautier de Robert de Lisle (1310).
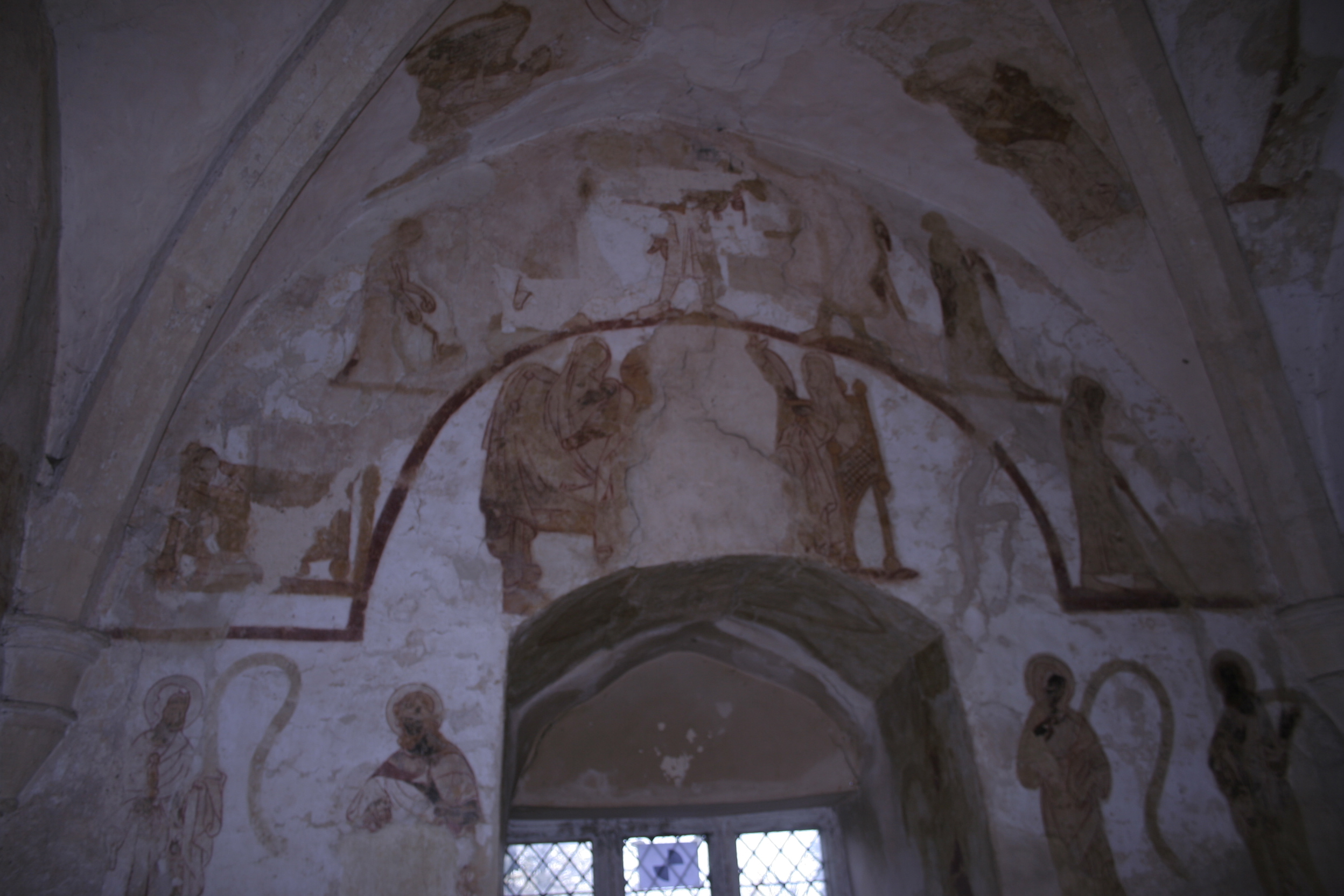
Sept âges de la vie, peinture murale de la Tour de Longthorpe (1330, Royaume-Uni).
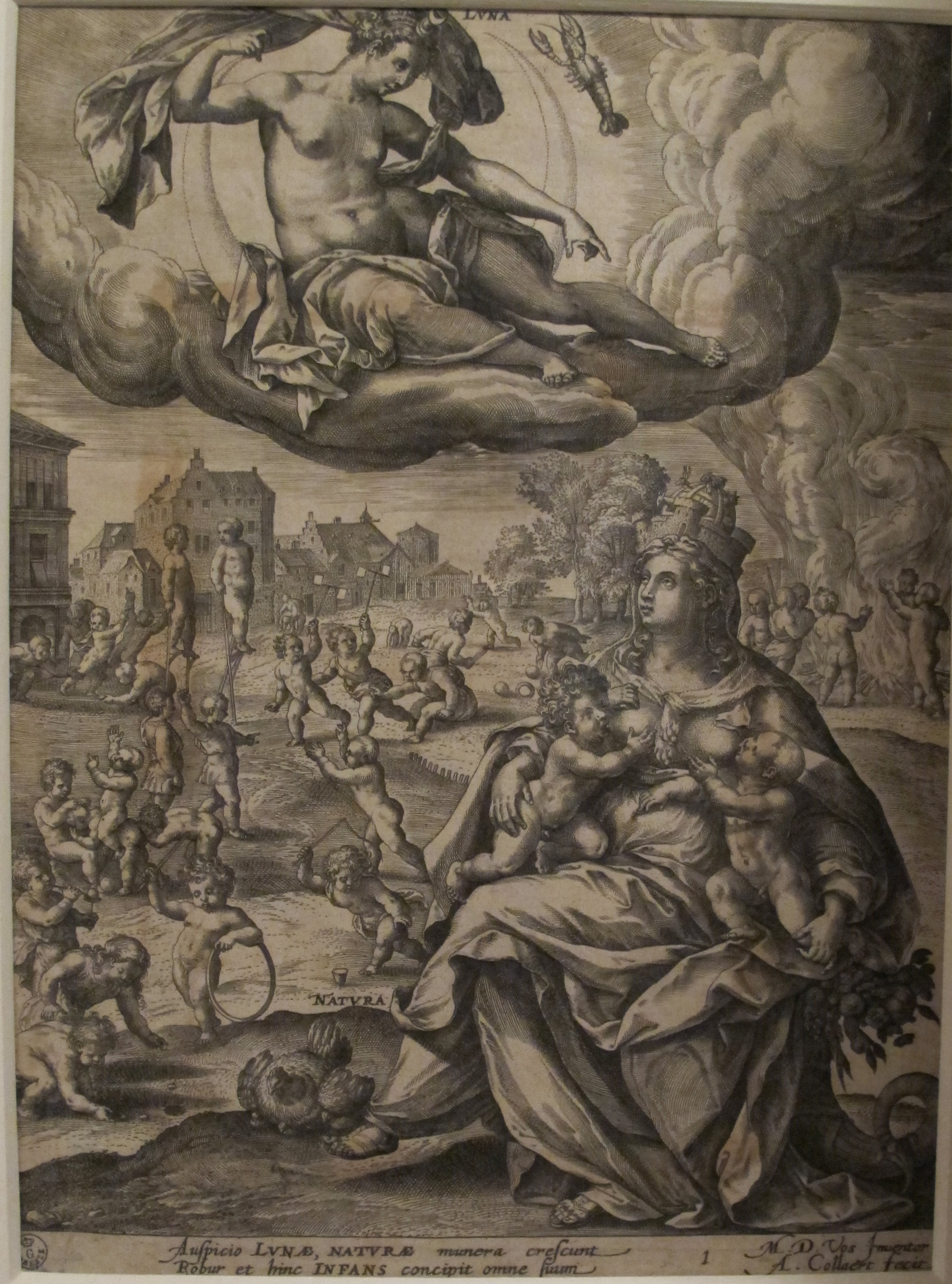
Luna Infanzia, série des sept planètes et âges de la vie d'Adriaen Collaert (1581).
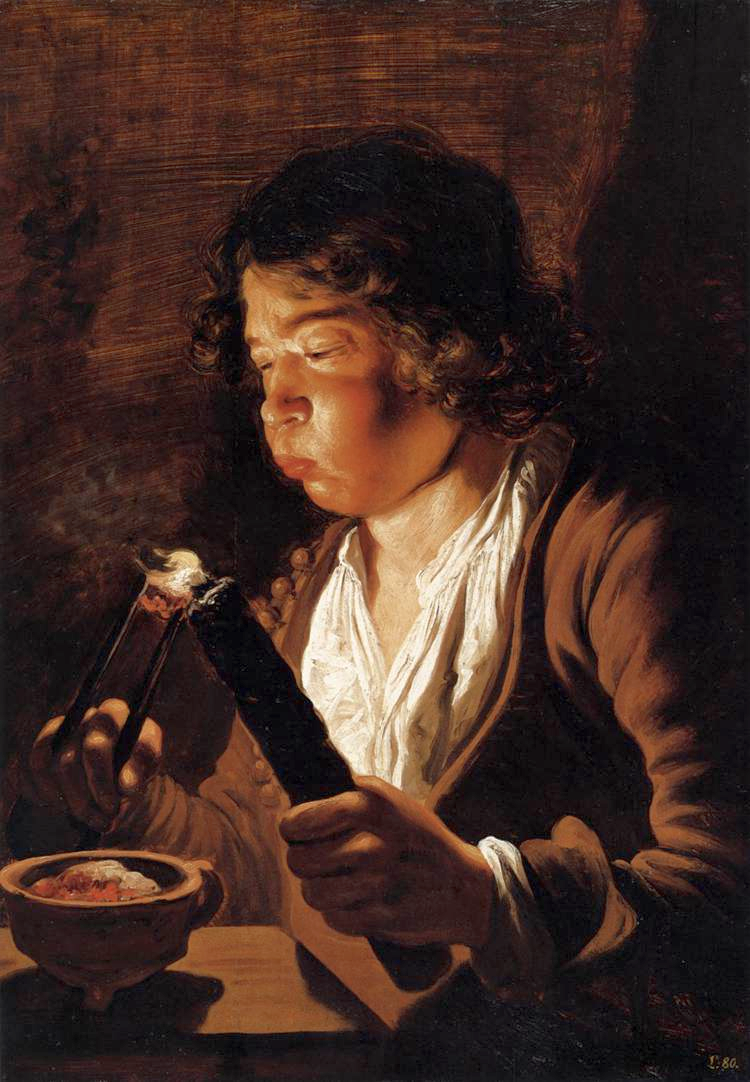
Les quatre éléments et les âges de l'homme : le feu et l'enfance, peinture de Jan Lievens (1668).

### Âges de la vie, de la Renaissance au début duXXesiècle
À l'époque des Lumières, on[Qui ?] voit apparaître quatre domaines (fonctions) de développement (le physique, le mental, le social et le moral) avec un découpage :
- Période 1 : de 0 à 2 ans : l’âge de la nature
- Période 2 : de 2 à 12 ans : l’âge de la formation du corps et des sens
- Période 3 : de 12 ans à 15 ans l’âge de force ou l’âge de la formation intellectuelle et technique
- Période 4 : de 15 à 20-25 ans : l’âge de raison et des passions ou l’âge de la formation morale et religieuse[réf. nécessaire]

## Histoire de la culture enfantine
Les premiers écrits indiquant des conduites et jeux particuliers aux enfants sont des biographies décrivant les vies des saints de l’Église chrétienne. Les saints y sont décrits soit comme ayant les mêmes comportements que les autres enfants, soit comme différent précocement des autres enfants. Ces écrits indiquent de manière indirecte quels jeux ou conduites typiques de l'enfant sont observés. Des jeux (courir, sauter, se battre), des blagues, des cris, des constructions dans le sable, etc. y sont décrits comme typiques des jeunes enfants : il existe donc une culture enfantine qui peut être décrite par leurs jeux et passe-temps spécifiques. Au début de l'hiver, lorsque les adultes tuent les animaux, la vessie du cochon est utilisée pour faire une balle : les garçons jouent alors au jeu du football. Les jeux des filles sont moins connus, peu rapportés dans la littérature de l'époque. Les filles avaient peut-être leurs jeux, des chants et danses enfantines, mais devaient rester plus souvent au foyer que les garçons et ne pas se faire entendre, se montrer humbles et pieuses.
La littérature enfantine n'existe pas au Moyen Âge, puisqu'il ne semble pas y avoir de fables ou livres spécifiquement écrits pour les enfants : on raconte aux enfants des fabliaux, des histoires (l'histoire de Robin des Bois est populaire en Angleterre), la vie des saints. Les premiers livres pour enfant pourraient dater de 1484 en Angleterre pour les filles et jeunes femmes (The Book of the Knight in the Tower ; Blanchardine and Eglantine) ; et de 1511 pour les garçons (the Friar and the Boy).

## Histoire des craintes adultes vis-à-vis de l'enfance
Les anxiétés parentales ont certainement varié au cours des siècles. Par exemple, en Angleterre, avec l'arrivée du protestantisme et du puritanisme des XVIe siècle et XVIIe siècle, l'anxiété des parents augmente énormément : les enfants sont vus comme des pécheurs qu'il convient de sauver, d'éduquer très précocement. De nombreux catéchismes pour les enfants et livres de conseils aux parents sont publiés dans les pays et régions protestantes à l'époque, reflet de l'anxiété parentale accrue. Malgré ces variations, certaines craintes envers l'enfance semblent présentes à travers les âges chez les parents ou les adultes.

### Mort (naissance, maladies et accidents)
La mortalité infantile, la mortalité maternelle lors des accouchements, les accidents domestiques nombreux dus aux feux ou aux enfants laissés seuls, et nombre de grandes épidémies (la dernière grande peste en 1665) rendent la mort omniprésente dans la vie des parents et des enfants survivants. La mortalité infantile ne commence à décroître légèrement que vers le XVIIIe siècle et s'affaiblit véritablement au XXe siècle. Tandis que peu de textes historiques décrivent la vie des enfants dans l'antiquité et au Moyen Âge, nombre d'écrits rapportent les deuils des pères et mères qui ont perdu un enfant en bas âge, ce qui suggère que la mort d'un enfant reste un drame, même aux époques où la mortalité infantile était très élevée.

### Enfance et jeunesse corrompues et trop gâtées
Dans l'histoire de l'enfance, un « refrain constant » (selon l'historien Hugh Cunningham) émane des adultes : les enfants ne sont plus aussi bien élevés que les enfants des générations antérieures ; et les enfants d'autrefois gardaient plus longtemps leur innocence. Ces craintes ou reproches aux jeunes, exprimés par les générations adultes, sont retrouvés dans les écrits de l'Antiquité, du Moyen Âge, et des périodes qui suivent. Ces craintes continuent au XXIe siècle. Il semblerait que ce phénomène soit universel. Ce phénomène résulte probablement de biais cognitifs divers qui sont à l’œuvre lorsque les adultes se remémorent leur propre enfance. Les souvenirs sont invariablement faussés (les mauvais souvenirs et les événements réguliers tendent à être oubliés, tandis que les bons souvenirs ou les souvenirs chargés émotionnellement tendent à être plus souvent évoqués, ce qui est à la base de la nostalgie de l'enfance) et nombre de faux souvenirs peuvent être recréés.
Un autre sujet d'inquiétude qui semble se répéter au cours de l'histoire est la crainte que les nouveaux livres, les nouvelles histoires ou les nouveaux médias en général corrompent l'enfance. Ainsi, en 1528, William Tyndale exprime par écrit ses craintes que les jeunes soient corrompus par les nouveaux livres qui leur sont accessibles, citant les aventures de Robin des Bois, Hercule, Hector, et toutes autres fables et histoires d'amour ou de bandits.

### Savoir bien discipliner
Un thème récurrent dans la littérature sur l'enfance est l'omniprésence de la discipline et en particulier de la discipline corporelle. La question de la discipline adaptée et efficace est également discutée dans tous les manuels ou discours philosophiques parlant de l'enfance. La discipline corporelle (fouet, fessée, etc.) exercée par les deux parents et la discipline corporelle à l'école (fouet, bâton, etc.) sont omniprésentes dans l'histoire. Elle n'a été que récemment interdite dans les écoles, dans certaines régions du monde, vers la fin du XXe siècle. Cette discipline commence souvent très tôt, vers l'âge de trois ans ou vers l'âge de sept ans, selon les époques, et consiste à frapper l'enfant désobéissant avec un fouet, un bâton ou un autre instrument, à priver, à exclure ou isoler, ou à réprimander et menacer. La discipline non corporelle peut aller des explications et réprimandes simples aux humiliations et menaces (cf. style parental). La discipline concerne à la fois les garçons et les filles.
Elle est particulièrement présente et violente dans les écoles où les enfants sont souvent battus : l'idée que l'école est une place agréable ou qui devrait être agréable commence à poindre seulement au XVIIIe siècle et l'idée même suscite alors l'indignation d'un grand nombre.
La discipline est généralement plus modérée dans les foyers. L'attachement des parents semble fort à travers l'histoire, malgré la forte mortalité infantile. Cette discipline varie cependant beaucoup d'une maison à une autre. Les parents qui ne disciplinent pas leurs enfants sont jugés comme de mauvais parents par leurs proches, la religion recommande généralement aux parents de discipliner leurs enfants, et de nombreux écrivains (même John Locke qui était par ailleurs opposé aux châtiments corporels) mettent en garde contre les risques de trop gâter un enfant.
Pourtant les abus d'enfants, les mauvais traitements menant au décès des enfants, sont particulièrement détestés, à toutes les époques, condamnés par la population (les mauvais parents ostracisés ou ouvertement insultés) et souvent également par la loi.

### L'enfance pauvre, un groupe dangereusement large
Dans l'antiquité, les enfants pauvres et abandonnés à la naissance meurent ou deviennent esclaves sans que ces pratiques ne soient interdites. Or avec la diminution des infanticides, des abandons et de l'esclavage des enfants (conséquences de la christianisation et des invasions barbares en Europe), les enfants pauvres deviennent de plus en plus nombreux, créant un problème social : les enfants mendiants et les enfants des rues deviennent de plus en plus nombreux et, hormis l'école, ont peu d'occupation. Une des fonctions sociales de l'école, outre d'apprendre à lire aux enfants, est aussi de les occuper. Ainsi, en hiver dans les campagnes, les écoles sont très fréquentées mais le sont beaucoup moins en été lorsque les enfants participent aux moissons.
Vers la fin du Moyen Âge, il semble que les populations se soucient des enfants pauvres et enfants des rues, non pas seulement en tant que tels, mais parce qu'ils risquent de devenir des mendiants dans le futur : il n'y aura pas assez de travail pour eux. Il semble qu'émerge alors à cette époque une peur des enfants en tant que groupe social, puisque la plupart des pauvres sont des enfants, destinés à rester pauvres, mais surtout, sans travail, mendiants ou criminels (Cunningham, 2006, p. 94). Des charités se développent pour créer des orphelinats permettant de prendre en charge les enfants pauvres, orphelins ou abandonnés. En France, Espagne, Italie, les premiers orphelinats datent du XIVe siècle, en Angleterre les premiers orphelinats apparaissent au XVIe siècle.
Au XVIe siècle, dans plusieurs pays européens, des lois commencent à apparaître pour obliger les collectivités (paroisses, municipalités, etc) à prendre en charge les enfants de manière satisfaisante. Les parents qui ne peuvent prendre en charge leur enfant (négligence, grande pauvreté) peuvent se voir retirer leurs enfants. Au XVIIe siècle, cette peur des enfants des rues explique la volonté des adultes de mettre ces enfants au travail le plus précocement possible, non plus seulement pour qu'ils apprennent un métier en apprentissage, mais pour les retirer des rues ; il est alors courant pour les charités et orphelinats de mettre les enfants et les jeunes au travail.